# Jorge Valdivia
Jorge Luis Valdivia Toro (Maracay, Venezuela, 19 de octubre de 1983), conocido deportivamente como Mago Valdivia, es un exfutbolista chileno-venezolano nacido en Venezuela que se desempeñaba como volante de creación. Además, fue internacional absoluto con la selección de fútbol de Chile desde 2004 hasta 2017, con la que se consagró campeón de la Copa América en 2015
Es uno de los jugadores más talentosos de Chile en su historia según los especialistas, incluso el otrora connotado futbolista Carlos Valderrama declaró en 2008 que Valdivia era uno de los mejores jugadores del mundo. Registró el regate «tiro al vacío» en 2006. Sin embargo, diversos actos de indisciplina a lo largo de su carrera han empañado su imagen.
Valdivia se formó en las divisiones inferiores de Colo-Colo, pero ante la falta de oportunidades en el primer equipo fue cedido a Universidad de Concepción, club con el que debutó en la primera división chilena en 2003. Tras breves estadías en el fútbol europeo, en países como España o Suiza, regresó a Colo-Colo a 2005, donde se consolidó como uno de los mejores futbolistas del medio local, siendo una de las figuras albas en la conquista del torneo de apertura del año siguiente, venciendo en la Final a la Universidad de Chile. Luego de la obtención del título, fichó por el Palmeiras de Brasil, en donde lograría afianzarse como titular tras un inicio complicado, formando parte del Equipo Ideal de América de 2007. El 2008 se proclama campeón del Campeonato Paulista siendo elegido mejor jugador del torneo. En agosto de ese año es traspasado al Al-Ain de los Emiratos Árabes Unidos, en donde permaneció durante dos temporadas, consiguiendo tres títulos. Al cabo de la primera campaña, además, fue elegido mejor extranjero. Tras su paso por la península arábiga regresa a Palmeiras, a mediados de 2010, consiguiendo en esta segunda etapa títulos como la Copa de Brasil 2012 o un campeonato de Serie B. En 2015, pese a especulaciones que apuntaban a una renovación con el elenco paulista, se confirma su regreso a los Emiratos Árabes con su traspaso al Al-Wahda.
Como fue mencionado anteriormente, fue internacional absoluto con la selección chilena. Su regularidad en el combinado, sin embargo, se ha visto mermada por algunos actos de indisciplina en los que se ha visto envuelto, como el «Puerto Ordazo» o el «Bautizazo», los cuales le han acarreado varios partidos de suspensión. Ha disputados dos Mundiales adultos, más tres ediciones de Copa América. Participó en la consecución del primer título en la historia de la selección: la Copa América 2015.
De entre sus muchas anécdotas, destaca el impacto que recibió la noticia de su «secuestro express» junto a su esposa Daniela Aránguiz de la que fueron víctimas en la ciudad de São Paulo en junio de 2012 mientras viajaban ambos en su automóvil, en el cual estuvieron retenidos durante dos horas y fueron obligados a entregar dinero y realizar compras. Al ser liberados viajaron inmediatamente a Chile. Valdivia, asimismo, pensó seriamente irse del país, e inmediatamente recibió ofertas de diversos clubes, entre ellos Colo-Colo. El autor del secuestro fue detenido días después por la policía,
Tras su retiro como futbolista se ha desempeñado como comentarista deportivo en medios como ESPN y ADN Radio Chile.

## Trayectoria

### Inicios
Hijo de padres chilenos, Luis Valdivia y Elizabeth Toro, Jorge Valdivia nació en Maracay, Venezuela, debido a que su padre, que trabajaba en LAN Chile, vivió un tiempo junto a su familia en aquel país. Valdivia vivió durante dos años en Venezuela, emigrando posteriormente a Chile. Cursó sus estudios primarios en el Liceo Miguel de Cervantes y Saavedra de Santiago, y luego sus estudios secundarios en el Liceo Manuel Bulnes. Posteriormente, ingresó a la carrera de Periodismo en la Universidad de Las Américas, donde no completó sus estudios. De niño se interesó por el fútbol
. Se inició en las divisiones menores de Colo-Colo, donde su carrera se veía marcada por la falta de oportunidades en el primer equipo.

### Universidad de Concepción (2003)
En 2003, Colo Colo optó por ceder al jugador a la Universidad de Concepción, donde acabaría estrenando profesionalmente. "Jorge llegó con mucha rabia" esto tras desmotivado por jugadores del primer equipo, como el capitán Marcelo Espina, complementado por mal comportamiento fuera de las canchas, Jaime Pizarro no lo quiso, y eso lo dejó muy nervioso. "Le explicamos a él que él tendría que buscar su espacio, y que para eso tendría que mostrar madurez", contó Fernando Solís, compañero de Valdivia en la U. de Concepción, que acababa de subir de la segunda división e iba a disputar por primera vez la élite del fútbol chileno en la temporada de 2003.
No tuvo buen comienzo ese año, pero las cosas empezaron a cambiar contra Unión Española en Concepción el 6 de abril de 2003. Por primera vez, Valdivia fue titular, y su equipo ganó por 3 a 1 con Valdivia marcando su primer gol en el profesionalismo. Después de aquel partido, continuó en el equipo titular, y su equipo empezó a subir en la tabla, volvió a marcar en la goleada 5-0 sobre Rangers por la jornada 12. Terminarían primeros en el Grupo D y clasificarían a los play-offs del Apertura 2003 en la segunda fase se enfrentaron a la Universidad de Chile, la ida se jugó en el Nacional e igualaron 0-0 la vuelta fue en el Estadio Municipal de Concepción el campanil ganó por 4-3 en el tiempo extra con gol de Valdivia incluido. Finalmente llegarían hasta semifinales en el torneo siendo eliminados por el subcampeón Colo-Colo por un categórico 6-2.
Valdivia se transformaría en una de las figuras del campanil jugando 16 partidos por el Torneo de Apertura 2003 marcando 3 goles.
Para el Clausura 2003 se consolidó como una de las mejores figuras del campeonato chileno, llegando esta vez a cuartos de final y quedando eliminado con Cobresal; en ese torneo jugó 14 partidos y marcó 4 goles.
Las grandes actuaciones del campanil tanto en el Apertura como en el Clausura le permitieron clasificarse para la Copa Libertadores de América y la Copa Sudamericana del próximo año, algo que hasta ese entonces era impensado por los hinchas y el mundo del fútbol chileno (por ser la Universidad de Concepción un equipo de los llamados "chicos" y debutante en la máxima categoría). Valdivia fue el destaque del equipo y luego ganó el apodo de 'El Mago', dado por hinchas y la prensa.
Sus actuaciones en 2003, le rindieron una convocatoria para la Selección Chilena Sub-23 que disputó el Preolímpico realizado en el propio Chile en 2004.
Fue elegido el cuarto mejor jugador de este campeonato, detrás del paraguayo Diego Figueredo, de su compatriota Diego Barreto, y del brasileño Diego Ribas.

### Paso por el fútbol europeo (2004)
Rayo Vallecano
Tras su buen paso por Universidad de Concepción debía regresar a Colo-Colo pero el volante se negó a volver porque Marcelo Espina era el volante creativo del equipo por lo que el 28 de enero de 2004 fuese anunciado por la gerencia de Colo Colo un préstamo por 18 meses al Rayo Vallecano de España. Valdivia fue nominado por el entonces técnico del equipo madrileño, con un valor de 200.000 dólares, con opción de compra por 2 millones de dólares.
El 2 de febrero de 2004 fue presentado por el club español como nuevo refuerzo para la segunda parte de la Segunda División de España 2003-04. Solo seis días después de su presentación, debutó de titular en la victoria 2 a 1 sobre el Xerez haciendo su debut con el elenco madrileño.
No tendría un buen paso por el fútbol español, teniendo problemas con el entrenador Txetxu Rojo, lo que lo dejó cerca de dos meses apartado del equipo. La adaptación al fútbol europeo no le fue fácil; Jorge D'Alessandro creía que el estilo individualista de Valdivia lo perjudicó. Además, el club vivía una situación inestable y el ambiente era pésimo. Leonardo Biagini fue su compañero allí y recuerda que, aunque la forma en que Valdivia jugaba el encantaba, era difícil encaje en la segunda división española, muy defensiva. Después de seis meses en el Rayo Vallecano, rescindió su contrato. En la institución madrileña apenas alcanzó a jugar 5 partidos.
Servette
Después salió a préstamo nuevamente pero esta vez al fútbol suizo, específicamente al Servette de la Superliga Suiza donde sería compañero de su compatriota Jean Beausejour.
Fue presentado oficialmente el 26 de agosto de 2004, haciendo su debut tres días después, en el empate de 1-1 contra el Young Boys válido por la séptima jornada de la Superliga de Suiza 2004-05 jugando de titular y saliendo al minuto 53' por Roberto Merino. Hizo su primer gol en el empate contra 1 a 1 el St. Gallen, el 22 de septiembre del mismo año por la novena jornada. Volvió a marcar contra el FC Thun, en la victoria por 3 a 1 cuatro días después. En Servette, Valdivia pudo mostrar parte de su talento, convirtiéndose en el principal jugador del equipo, pero la quiebra del club a principios de 2005 lo hizo regresar a Chile, donde pudo finalmente estrenarse por su club formador Colo-Colo.
En su paso por el fútbol suizo jugó 12 partidos, 10 por la Superliga de Suiza anotando en dos ocasiones, mientras que por la Copa Suiza jugó dos encuentros anotando 1 gol.

### Colo Colo (2005-2006)

#### Temporada 2005
Aunque pudo haber jugado para Boca Juniors a principios de 2005, club que estaba dispuesto a pagar US $ 1.5 millones de dólares por él. pero sin embargo, las conversaciones sobre la transferencia no tuvieron éxito y, finalmente, definitivamente regresó a Colo-Colo.
Su estreno con el conjunto "albo" fue casi un mes después contra Cobreloa, el 13 de marzo de 2005, por la novena jornada del Torneo de Apertura 2005 ingresando al minuto 57' por Mauricio Donoso en la victoria por 2 a 0, en el Estadio Monumental. El 10 de abril por la duodécima jornada del torneo, Colo-Colo enfrentaría a la "U" en una nueva edición del Superclásico del fútbol chileno, los azules abrirían la cuenta tras un gol de Nelson Pinto al minuto 25' abriendo la cuenta en el Estadio Nacional, a ocho minutos del final Ángel Carreño marcaría la paridad alba y 1-1 final, en ese minuto el jugador Jorge Valdivia le gritaría el gol en la cara a Johnny Herrera tras esto el meta azul lo iría a buscar y lo agarria del pelo, tras este bochornoso incidente ambos jugadores serían expulsados en un clásico caliente que término con 2 jugadores de Colo Colo expulsados y tres de la U, Valdivia recibiría el castigo más duro de los cinco recibiendo seis fechas de castigo por el incidente con Herrera, mientras que el guardameta solo cinco.
Tras cumplir estas seis fechas de castigo volvió para la penúltima jornada del Torneo de Apertura contra Unión San Felipe, ingresando en el entretiempo por Carreño y de ahí cambiaría el partido a favor del equipo de Marcelo Espina con Valdivia generando fútbol remontarían el 1-0 en contra y terminarían ganando por 3-2 en un dramático final, el "Mago" anotó el 2-2 al minuto 90+1' siendo este además su primer gol en los "albos" y Héctor Tapia finalmente cerraría la victoria al 90+4'. Finalmente los albos terminarían primeros en el Grupo A con 32 puntos uno más que Huachipato y en cuartos de final caerían sorpresivamente contra el mismo Huachipato siendo vapuleados por 5-0 en el global (4-0 en el sur y 1-0 en Santiago) Valdivia no jugó ninguno de los dos encuentros
Su primer semestre de vuelta en el club que "lo vio nacer" no sería de los mejores, jugando sólo 5 encuentros y marcando 1 gol, recibiendo una tarjeta roja, dos partidos de titular y estando 207 minutos en el campo de juego.
Para el Clausura 2005 agarraría camiseta de titular después de ser suplentes por un largo tiempo, haciendo una letal dupla creativa con Matías Fernández mostrando su gran talento. Con el nuevo técnico Ricardo Dabrowski no vería acción en las dos primeras fechas del torneo, hasta que recién en la tercera fecha contra Coquimbo Unido ingreso al minuto 66' por Felipe Flores y tendría una gran actuación ya que al minuto 76' dio una gran habilitación a Gonzalo Fierro para que marque su tercer gol aumentando la goleada a 4 a 1, finalmente los albos ganarían por 4-2. En la quinta jornada ingresaría nuevamente desde el banco al 63' por Braulio Leal y cinco minutos después marcaría el gol el triunfo en la victoria 2 a 1 frente a Universidad de Concepción en el Estadio Municipal de Concepción, para la siguiente jornada nuevamente ingresaría desde el banco (entretiempo por Leal) y marcaría un doblete en la goleada 4 a 0 sobre Deportes Temuco. Su debut como titular en la Era Dabrowski fue recién en la Fecha 8 en la goleada 4-1 contra Palestino y Jorge cerraría el triunfo al minuto 71. Volvería a ser figura en la goleada 5-0 sobre Unión San Felipe por la jornada 15, marco el 3-0 parcial al minuto 58' tras un remate de media distancia haciendo presente en el marcador y al minuto 79' cerraría la goleada tras un veloz contragolpe de Gonzalo Fierro que se la cedió al "Mago" y el seleccionado nacional marco segundo gol de la fría noche santiaguina, transcurridas la 19 jornadas de la fase regular quedarían primeros en el Grupo D con notables 44 puntos logrando 13 triunfos, sacándole 17 puntos a su más cercano perseguidor la Universidad Católica, aunque en cuartos de final se daría la sorpresa del torneo tras ser eliminados por Deportes La Serena en penales por 4 a 1, tras igualar 1 a 1 en la ida y 3-3 en la vuelta.
Tendría más protagonismo que en el torneo anterior jugando 16 partidos por el Clausura 2005 marcando 9 goles y dando 9 asistencias, 11 de titular (siendo banca en los primeros 5), estando 1.130 minutos en el campo de juego, además de ser una de las revelaciones del plantel y máximas figuras junto a Matías Fernández.

#### Temporada 2006
Al año siguiente, con la llegada a la banca de Claudio Borghi y del delantero Humberto Suazo, el "10" colocolino se convirtió en una de las grandes figuras del plantel albo.
Debutó a nivel de competiciones internacionales en la primera fase de la Copa Libertadores 2006 frente a Chivas de Guadalajara, el 24 de enero se jugó la ida en el Estadio Monumental y los albos caerían por 3 a 1, la vuelta se jugó una semana después y el club chileno caería eliminado por 5 a 3 en México a pesar de dar pelea, cayendo por un global de 8-4.
En la tercera jornada del Torneo de Apertura 2006 sería figura en la igualdad tres a tres frente a Deportes La Serena, primero el ex U de Concepción con rapidez una falta para dejar prácticamente solo a Gonzalo Fierro, quien definió con calidad frente a Carlos Tejas a los 19, dos minutos después, se sacó a tres rivales antes de cedersela a José Luis Jerez que no perdonó anotando el 2 a 0, después los serenenses marcarían tres goles seguidos y Héctor Mancilla al 64 decretaría el 3-3 final, en los minutos finales del encuentro cometería una fea falta en el centro del campo que le valdría una segunda amarilla y por lo tanto expulsión, recibiendo una fecha de sanción, regresó en la quinta fecha contra Palestino y marcando un doblete y dando un pase gol a Humberto Suazo en la goleada por 4 a 1 del equipo de Borghi,
El 9 de abril de 2006 se enfrentaron a la Universidad de Chile por la undécima jornada del Apertura y los albos golerían por 3 a 1 de visita en un partido difícil que recién cerraron al minuto 90+2' con gol de Gonzalo Fierro, dos fechas después su equipo caería en el otro clásico frente a la Católica a pesar de ir ganando por dos a cero de local, al minuto 25' sería expulsado, minutos antes se había dirigido a las cámaras del CDF y decir de forma pública que el árbitro Rubén Selmán lo iba a expulsar, curiosamente ese mismo árbitro lo expulsión contra La Serena en la Fecha 3, debido a este incidente recibió una fecha de castigo, transcurridas la dieciocho fechas de la fase regular Colo-Colo terminaría primero en el Grupo C con 40 puntos logrando 13 triunfos, sacándole diez puntos de ventaja al sub-líder Cobreloa y siendo candidato al título.
En los cuartos de final de los Play-Off quedaron emparejados con Unión Española, la ida se jugó en el Estadio Santa Laura y el "cacique" goleó por 4 a 0 con gol de Valdivia incluido, ya en la vuelta volvieron a golear por 5 a 0 en el Monumental clasificando a semifinales por un global de 9-0, ahí se enfrentaron a la Universidad de Concepción y ganaron por un global de 6-3 (3-4 de visita y 2-0 de local) La definición del título la jugaron contra su archirrival la Universidad de Chile (ambos partidos se jugaron en el Nacional debido a que el Monumental se encontraba suspendido), el partido de ida se jugó el 28 de agosto y Colo Colo ganó por 2 a 1, los azules abrirían la cuenta al minuto 12 con gol de Herly Alcázar, luego Matías Fernández marcaría un doblete con dos goles de tiro libre, la vuelta se jugó cinco días después y la "U" ganaría por la cuenta mínima con gol de Luis Pedro Figueroa al 70 entonces igualarían 2 a 2 en el global y tendría que definir en penales, Colo Colo abriría la cuenta con Mati Fernández anotando el 1-0, después Marcelo Salas igualó a 1, el partido se desniveló en el tercer penal azul cuando Mayer Candelo se la picó a Claudio Bravo y este en felina reacción desde el piso atajo de manera notable, luego Gonzalo Fierro anotó el 3-1, Figueroa el 2-3 para los azules y finalmente Miguel Aceval anotó el quinto penal "albo" para cerrar la final 4 a 2 y bajar la estrella N.º 24.
Valdivia con sus amagues, remates, y pases destacó, y fue una de las figuras del Torneo de Apertura 2006, en el que fue una de las principales figuras y artífices del título junto a Matías Fernández y Humberto Suazo. Disputó 19 partidos, anotó 4 y dio 18 asistencias en ese torneo.
Posteriormente, Valdivia llegaría al Palmeiras, donde sería apodado como "Maguinho".

### Palmeiras (2006-2008)

#### 2006: Llegada y adaptación
Después del título con el conjunto chileno, fue vendido en definitiva al Palmeiras, el 5 de agosto de 2006, por US $ 3.5 millones de euros (unos 8 millones de dólares), el valor más alto que el "verdao" ya había desembolsado por un jugador extranjero, hasta entonces. Firmó un contrato por tres temporadas, ganando inicialmente cerca de 400.000 dólares al año. Pocos días después de su llegada, el entonces técnico del Palmeiras, Tite, dijo la siguiente frase.
Debutó de manera oficial con el Palmeiras frente a Botafogo el 13 de agosto de 2006 en el Estadio Maracaná, que fue victoria de su equipo por tres a uno ingresando al minuto 85' por Edmundo por la jornada 16 del Brasileirao. En los tres partidos siguientes, Valdivia entró regularmente, hasta que sufrió una contractura en el muslo izquierdo, que le impidió jugar contra Santos, que goleó a Palmeiras por 5-1. Después de la dolorosa derrota, en la rueda de prensa, Tite dijo: "Él todavía está en un período de adaptación y tuvo mala suerte, sufrió un problema muscular, que lo sacó de los dos últimos partidos, pero debe estar apto para el próximo partido contra el Cruzeiro. En el siguiente juego el Palmeiras perdió por frente al Cruzeiro con Valdivia, volviendo de lesión, entrando al minuto 60 de partido por Juninho Paulista. Después de eso, se resintió de su lesión de nuevo, sacándolo de los cuatro juegos siguientes. En ese tiempo, el técnico Tite fue despedido, pero aun así el chileno continuó teniendo oportunidades con el entrenador interino Marcelo Vilar, que acabó siendo técnico general tras lograr buenos resultados. Su primer partido de titular fue en el Derby Paulista ocurrido el 25 de octubre de 2006 en el Estadio Morumbi por la jornada 31, donde su equipo acabó siendo derrotado por 1-0. Después del clásico, Valdivia, sin lesiones, pasó a jugar como titular en algunos partidos, siendo en total quince oficiales, pero aún sin goles marcados y dando sólo 2 asistencias, jugando solo 6 partidos de titular (4 completos) y estando 799 minutos en cancha.
Con la pobre campaña del equipo paulista, que término 16 de 20 en el Brasileirao 2006 con 44 puntos en 38 fechas ganando solo 12 partidos, y superando solo al último descendido Ponte Preta por solo 5 puntos, se planteó un posible regreso, a Colo Colo, pero Valdivia prefirió continuar en Brasil. Como en esa época Palmeiras no vivía una buena etapa financiera, Colo Colo estudió la posibilidad de contratar nuevamente al volante.

#### 2007: Titularidad y mejor jugador del Brasileirao
Con la llegada del técnico Caio Junior, Valdivia se convirtió en titular permanente y obtuvo la camiseta 10 del club al inicio de la temporada. Su primer gol con la camisa alviverde lo convirtió pronto en la segunda ronda del Campeonato Paulista contra Rio Branco un partido que fue triunfo de su equipo por 4 a 2. El 4 de marzo por el Campeonato Paulista el chileno fue figura en el Derby Paulista contra Corinthians, si bien Valdivia no marcó, pero participó en dos de los tres goles marcados, habiendo hecho un hermoso cruce para hacer uno de ellos. finalmente mostró el motivo de ser elegido por Caio Junior como la nueva "joya" del fútbol brasileño después de Carlos Tévez. Al final del segundo tiempo, Valdivia fue sustituido y ovacionado por la hinchada.
A partir de ahí, pasó a ser el principal jugador del equipo, teniendo como principal socio al delantero Edmundo. Al final del campeonato, Palmeiras quedó en el quinto lugar, perdiendo la vacante para las semifinales por diferencia de goles. En seguida, comenzó el Campeonato Brasileño de Fútbol. En el partido contra el Figueirense, en el Parque Antártica, el 20 de mayo de 2007 por la segunda fecha, Valdivia tuvo una buena actuación y marcó los dos goles en la victoria por 2-1.
Con el pasar del 2007, Valdivia se ganó la admiración y el favoritismo de la hinchada de Palmeiras, principalmente por lo importante que llegó a ser en el mediocampo a la hora de generar juego ofensivo. Cabe destacar que a mediados de ese año, en Copa América jugando por la Selección chilena, hizo un escándalo indisciplinario en Puerto Ordaz (ciudad de Venezuela), con otro grupo de jugadores en el hotel de concentración; hecho que le significó una sanción de 20 partidos de suspensión, quitándole su puesto de capitán durante la era del presidente Harold Mayne-Nicholls (presidente de la Federación de Fútbol Chilena). No obstante, tal suspensión se redujo a 10 partidos.
A lo largo del campeonato, el chileno fue decisivo, principalmente en clásicos. Sin embargo, en la jornada 33, el 28 de octubre de 2007, en el partido contra Vasco da Gama que término empatado 2 a 2, Valdivia fue expulsado al final del segundo tiempo, tras intentar agredir a Alan Kardec con un codazo. El 7 de noviembre de 2007, terminó suspendido por el Tribunal Superior de Justicia Deportiva del fútbol brasileño con cinco partidos, lo que le impidió disputar la fase final del brasileño de aquel año.
Con la suspensión de Valdivia, el Fútbol de Palmeiras, sin su principal creador, acabó con no clasificarse para la Copa Libertadores de América en la última ronda, terminando en el séptimo lugar con 58 puntos, a solo dos del último que clasificaba a Libertadores Cruzeiro (5°). El 3 de diciembre de 2007, en la elección de los mejores del Brasileirão, Valdivia recibió el premio a mejor volante por izquierda, en el Premio Craque do Brasileirao. El 21 de enero de 2008 recibió otros dos premios por su participación en el Brasileirao de 2007. En la elección hecha por el Trofeo Mesa Redonda de la TV Gazeta, el jugador se llevó los premios, a mejor mediocampista ofensivo y mejor jugador del Brasileirao 2007, además su gran actuación en el club brasileño le permitió ser incluido en el Equipo Ideal de América, como el "Mejor Volante de Brasil" (llegando a ser uno de los mejores jugadores del Continente Sudamericano).
En el año 2007 jugaría 38 partidos, marcando 10 goles y logrando 7 asistencias sumando Brasileirao, Campeonato Paulista y Copa Brasil, por el Brasileirao disputó 22 encuentros marcando 7 goles y dando 3 asistencias, por el Paulista 14 partidos (3 goles, 4 asistencias) mientras que por la Copa de Brasil 2 partidos sin anotar ni asistir.

#### 2008: Título Paulista y venta al fútbol árabe
En 2008, el Palmeiras había cerrado una asociación con Traffic, que ayudó a contratar al técnico Vanderlei Luxemburgo. Además, trajo también jóvenes promisores como Henrique y Diego Souza, buscando un equipo más fuerte para conquistar títulos en la temporada 2008. Luxemburgo quería que Valdivia tuviera madurez y, entendiera como era importante para el equipo. Así, intentar cometer menos agresiones: en la tercera ronda del Campeonato Paulista 2008 contra el Marília, el chileno sufrió con una fuerte marcación, recibiendo por lo menos un puntapié detrás del mediocampista João Victor, que resultó en la expulsión directa de este jugador, y un golpe en la nariz de otro adversario, el zaguero Vinícius.
Los exámenes realizados en el Hospital Fleury, en Sao Paulo, no detectaron ninguna fractura en la nariz, sólo una lesión ósea. El 31 de enero de 2007, ya había sufrido una lesión semejante, al inicio del Campeonato Paulista de ese año, cuando chocó con un jugador del Ponte Preta, en un amistoso, haciendo que se fracturase la nariz. En esa ocasión, el chileno quedó casi tres semanas fuera, y cuando volvió, actuó con una máscara de protección. Después de 6 rondas, se vino el Derby Paulista en un juego muy equilibrado. Corría el minuto 77, cuando Diego Souza desbordó a toda velocidad, se la paso a Kléber y éste manda un tiro potente que el arquero Julio Cesar no logra detener y en el rebote, apareció el chileno anotar el único gol del encuentro celebrando como si estuviera llorando. Preguntado sobre la conmemoración, dijo:

"Dijeron que Valdivia es un llorón, que llora y llora. ¿Y qué hice?, los dejé llorando. Estoy llorando de alegría (risas)"

Durante la semana anterior, jugadores corintianos provocaron a Valdivia, con declaraciones de que solo lloraba, al reclamar de la "cacería" que sufría en el campo y que ni siquiera se preocupaba por jugar, solo de "llorar". En el partido, durante los minutos finales realizó el regate «tiro al vacío», lo que levantó a la afición, pero dejó enojada a la defensa adversaria. El 16 de marzo, fue el turno del clásico con São Paulo. Palmeiras comenzó perdiendo, pero logró nuevamente dar la vuelta con Valdivia siendo otra vez uno de los principales nombres en el campo, participando en el primer gol, le cometieron infracción penal en el segundo y marcó el tercero en la victoria por 4 a 1.
Después de eso, Valdivia y compañía caminaron hacia las semifinales del paulista. Así se enfrentaron a São Paulo nuevamente, el primer partido se jugó el 12 de abril y Sao Paulo ganó por 2 a 1 de local, la vuelta se jugó ocho días después y el "Verdao" ganó por 2-0 (3-2 global a favor del equipo de Valdivia) donde el Mago fue protagonista, nuevamente el jugador nacional fue tratado con dureza por sus rivales. Tanto, que Andre Dias fue expulsado por un codazo al "10" cuando corría el minuto 76, siete minutos más tarde anotó el gol de la clasificación tras un contragolpe de Wendel, este se la cedió y el solo tuvo que empujar el balón para convertir el 2 a 0 al 83 en el Estadio Palestra Itália.
En la final, su adversario sería el Ponte Preta. Como Palmeiras hizo mejor campaña, definiría el título en su casa, en el Palestra Itália. El 4 de mayo de 2008, el equipo goleó por 5 a 0 (6-0 global), Valdivia coronó su brillante campeonato a los 27 minutos del segundo tiempo anotando desde fuera del área, tras deshacerse de dos marcadores, este gol fue presenciado incluso por sus padres, que vinieron de Chile especialmente para la ocasión. Además el Palmeiras conquistó un título que no ganaba hacía doce años.
Al final del partido, en la conmemoración Valdivia dijo: "Tomando el nacimiento de mi hija, ese es uno de los días más felices de mi vida." Después de toda la premiación, él y el resto del elenco, con la excepción de Kléber, tuvieron sus cabezas raspadas; como anécdota Valdivia no se cortaba el pelo hace más de 10 años.
En su increíble Campeonato Paulista, Jorge disputó 20 partidos, marcando 9 goles y dando 7 asistencias, siendo elegido además el mejor jugador del torneo.
En el Brasileirao 2008, Palmeiras era uno de los favoritos a la conquista del título, pero, con el paso de las rondas, Valdivia no presentaba el mismo fútbol, lo cual fue demostrado en el primer semestre, hasta que en la sexta fecha, en el partido contra el Cruzeiro que abrió el marcador, Valdivia sufrió un penal y marcó un gol, siendo la figura del partido en el triunfo por 5 a 2.
Después en la decimosexta fecha en la confrontación ante el Flamengo (Victoria de su equipo por 1 a 0) fue sustituido al minuto 73 por Maicosuel, contrariado, no saluda a Vanderlei Luxemburgo, y va directo a los vestuarios, y al pasar por su extécnico Caio Júnior, hasta entonces entrenador del Flamengo y lo saluda. Luxemburgo preguntado tras el asunto, sobre el asunto respondió: "Si Valdivia se siente bien jugando, que pida dejar el club". Algunos días antes, el técnico había dado la siguiente declaración: "Valdivia está con la cabeza en el fútbol europeo". Al día siguiente Valdivia pidió disculpas por el hecho ocurrido: "No soy un tipo malo para el grupo".
Preguntado sobre la caída en su rendimiento Valdivia negó, que el interés de los clubes del exterior era el motivo, y justificó: "Cuando tuve problemas en casa, yo no podía trabajar tranquilo en los entrenamientos, olvidaba el asunto, pero últimamente estoy consiguiendo mi máximo rendimiento después de esos acontecimientos, Valdivia disputó otros dos partidos por el Palmeiras, la última fue una derrota por 1 a 0 ante el Botafogo, encuentro válido por la decimoctava fecha de la Serie A.
Tras recibir ofertas del fútbol europeo por parte del Espanyol y Werder Bremen, el jugador acabó siendo negociado con el Al-Ain de Emiratos Árabes Unidos por 8 millones de euros, ya que la cantidad era más ventajosa para el Palmeras. Alcanzó a jugar 16 partidos por la Serie A brasileña marcando 4 goles.
En Palmeiras, Valdivia: disputó 93 partidos, convirtió 24 goles, fue elegido el "Mejor Jugador del Campeonato Paulista del año 2008", y se convirtió en uno de los máximos ídolos en la historia del club.

### Al-Ain (2008-2010)

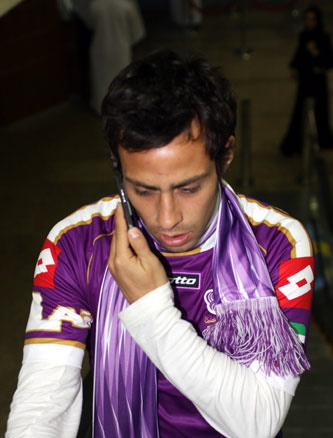
Valdivia firmando autógrafos como jugador del Al-Ain (2008).

#### Temporada 2008-09
El 15 de agosto de 2008, se confirmó en Brasil que el jugador chileno iba a ser transferido al Al-Ain de los Emiratos Árabes, por la cifra millonaria de 8 millones de euros. Durante esa semana, Valdivia se sumó a la convocatoria de Marcelo Bielsa para el amistoso que la Selección Chilena disputó ante Turquía.
Se presentó el 21 de agosto en Frankfurt, Alemania, donde el Al Ain FC hacía su pretemporada. Su debut oficial fue el 19 de septiembre de 2008 contra el Al Sharjah por la primera fecha de la Primera División de los Emiratos Árabes, su equipo golearía 4-0 y el chileno sería figura marcando un gol y dando una asistencia en su debut.
Con el paso del tiempo conquistó cada vez más a la hinchada local, con su carisma y actuaciones dentro del campo, con goles, dribbles y jugadas. Valdivia ya era tan querido que el 1 de diciembre de 2008, fue elegido por la IFFHS como el 14° jugador más popular en el mundo, superando a jugadores como el portugués Cristiano Ronaldo, Kaká, Lionel Messi, Iker Casillas o Ronaldinho Gaucho.
El miércoles 11 de febrero del 2009, Valdivia fue nuevamente citado por Marcelo Bielsa para enfrentar a Sudáfrica, entrando de titular y jugando un muy buen primer tiempo, marcando el primer gol de Chile y jugando hasta los 50 minutos del segundo tiempo. Sin embargo, tuvo que abandonar el partido, debido a una fuerte entrada de un jugador rival que le lesionó el tobillo.
El 3 de abril, conquistó su primer título en tierras árabes. En un partido muy disputado, el Al Ain derrotó a su archirrival Al-Wahda por 1 a 0, y se quedó con la Etisalat Emirates Cup. Valdivia que venía saliendo de una lesión, inició la final en el banquillo de reservas y, entró en la segunda etapa. Solo diez días después, el 13 de abril, juega su segunda final y no fue diferente, el Al Ain derrotó por la cuenta mínima al Al-Shabab, con un gol de penal, y conquistó el título de la Copa del Presidente.
En menos de un año, la idolatría que existía por Valdivia era total. Valdivia era hasta entonces, el gran nombre del Al Ain, transformándose en poco tiempo en el jugador predilecto de la hinchada. El fervor era tanto que en una votación realizada por el sitio del club, el jugador fue elegido como el mejor jugador de la historia del club. Todo ello hizo que el presidente del club, Mohamed Bin Zayed Al Nahyan, ofreciera al jugador un contrato vitalicio, que fue rechazado por el ex Palmeiras.
Finalmente su equipo terminaría en el tercer lugar de la Liga Árabe 2008-09 con 43 puntos en 22 jornadas, quedando a doce del campeón Al-Ahli eso les permitiría clasificarse a la Champions League Asiática de 2010. En la liga jugó 13 partidos, marcando nueve goles y 5 asistencias, siendo el capitán de su equipo, siendo elegido además mejor jugador del campeonato.

#### Temporada 2009-10
Para la siguiente temporada, Al Ain reforzó su equipo para el segundo semestre contratando al brasileño Emerson Sheik y al argentino José Sand, y los refuerzos dieron resultado el 23 de septiembre de 2009, Al Ain conquistó la Supercopa de EAU, al derrotar al Al-Ahli por 5-4 en los penales, después de empatar 2-2 durante el tiempo reglamentario, con dos goles del brasileño Emerson. El capitán del Al Ain fue el primero en patear y convirtió el primer penal para el Al Ain, luego el arquero de su equipo atajaría un penal, lo que dejó con ventaja a su club ganando la copa por 5 a 4 en penales, esto logró que Valdivia levantase su tercer trofeo en los Emiratos con la camisa del Al Ain en solo cinco meses.
En 2010 tenía como gran objetivo, la conquista de la Liga de Campeones de la AFC, sin embargo su equipo quedó eliminado en fase de grupos de la competición. Mientras tanto en la liga local su equipo término terminó tercero nuevamente con 45 unidades a trece del campeón Al-Wahda.
Tras esto Valdivia jugó el Mundial de Sudáfrica con Chile y después de la eliminación chilena a manos de Brasil, apenas volvió al club emirati firmó su rescisión de contrato para volver a Palmeiras.

### Regreso a Palmeiras (2010-2015)
El 26 de julio del 2010, el presidente de Palmeiras Luiz Gonzaga Belluzo confirmó el regreso de Valdivia a Brasil (información que sería ratificada por el sitio web oficial del club paulista), la adquisición del 100% de los derechos federativos del jugador por una suma cercana a los 6 Millones de Euros, y un contrato por 5 temporadas con el equipo albiverde. Cabe destacar, que su fichaje ha sido el cuarto más caro de la historia del Fútbol Brasileño.

#### 2010-2011: Bajo rendimiento, lesiones y polémicas
2010
Con la divulgación de la contratación, su regreso fue uno de los temas más comentados en el mundo, a través de los Trending topic, de la red social Twitter.
El entrenador Luiz Felipe Scolari dijo que él estaba lejos de su forma física ideal, al principio, que los aficionados aprendieron a idolatrar entre 2007 y 2008. En una entrevista, la madre del chileno, Elizabeth, mostró gran angustia al revisar las faltas recibidas por su hijo en Brasil. "Me siento con mucha pena cuando lo veo jugar en Brasil, siempre aprendió a saltar en las jugadas, desde pequeño, posee una personalidad fuerte, por lo demás nunca fue un santo". El 8 de agosto de 2010, Valdivia firmó un contrato con el club paulista, por 5 temporadas. Después de firmar el contrato Valdivia declaró: "Volví para ser campeón".
El 12 de agosto de 2010, en su presentación ante la prensa, el chileno declaró:

"Quiero agradecer a los hinchas por el cariño que me dieron en los dos años que jugué acá. Sin ese cariño no estaría acá. A los presentes porque hicieron un esfuerzo muy grande (directivos), y por último agradecer a mis compañeros que me han ayudado mucho en mi vuelta, y como ya lo he dicho, Palmeiras es mi casa. El hijo volvió a casa. Espero que este retorno sea más exitoso".
Jorge Valdivia

El 14 de agosto de 2010, Valdivia fue presentado ante la hinchada en el Estadio Pacaembú, momentos antes del partido contra el Atlético Paranaense, emocionado, Valdivia hecho un breve discurso y reafirmó el deseo de ser victorioso con la camiseta del club: "Volví a ser campeón, pero solo no voy a conquistar nada, con la ayuda de ustedes (aficionados), vamos a conseguir nuestros objetivos", como dato el volante creativo recibió la diez de manos de Ademir da Guia, ídolo histórico del "Verdao".
El día 22 de agosto de 2010, re-debutó por el Palmeras después de dos años, ingresando en el entretiempo por Fabricio en la igualdad 0-0 contra Guarani Campinas en el Estádio Brinco de Ouro da Princesa por la jornada 15 del Campeonato Brasileño jugando 44 minutos teniendo un opacó nivel y no pudiendo hacer su típica magia. Los primeros meses de Valdivia en el club fueron discretos, ya que, en un comienzo no lograba mostrar el nivel alcanzado en años anteriores (principalmente debido a que venía de jugar en una liga menos competitiva como es la de Emiratos Árabes). Contra el Cruzeiro, en la derrota por 3-2 de local por la Fecha 19, en el Estadio Pacaembú, el 5 de septiembre, el chileno salió ofuscado al minuto 65 por Tinga, y no ocultó su desagrado por la decisión del técnico.
Sin embargo, el 7 de octubre, contra el Avaí en un partido por el Brasileirao marcó su primer gol desde su regreso tras un tiro libre de Marcos Assunção anotando de cabeza, celebrando tras semanas de muchos cuestionamientos debido a su bajo nivel, luego se matriculó con un segundo gol a los 4 minutos del segundo tiempo marcando desde fuera del área para el 2 a 1 parcial, finalmente Kléber y Gabriel Silva al 58' y al 70' respectivamente cerraron la goleada.
El 9 de octubre, esa polémica parecía haber llegado a su fin, ya que tras dos meses sin dar al menos una entrevista, el centrocampista concedió una rueda de prensa, llena de relajación y chistes, en la que el centrocampista reveló que su sueño es ganar la Libertadores con Palmeiras, y el mundial de Clubes, y como a negro da una soñó que estaba besando a Angelina Jolie y Megan Fox. El 14 de octubre, en la victoria contra el Universitario de Sucre de Bolivia por la ida de los Octavos de final de la Copa Sudamericana 2010, su equipo ganaría por la cuenta mínima en La Paz con solitario gol de Marcos Assunção, el volante nacional dejó la cancha a los 37 minutos tras sufrir un tirón en el muslo de su pierna izquierda siendo sustituido por Lincoln, tras realizarse exámenes en Sao Paulo, apuntó una lesión leve que lo tendría fuera de las canchas por 10 a 15 días. En el partido de vuelta, el "Verdao" venció por 3 a 1 al equipo boliviano, lo curioso es que Valdivia jugó el partido completó a solo seis días de su tirón, incluso un día antes del partido estaba descartado por sentir molestias en la parte posterior del muslo izquierdo, y no jugaría ni en el partido contra el Corinthians, el domingo siguiente. Durante la semana que precedió al Clásico Paulista, Valdivia dio una declaración en la que dijo que jugaría hasta manco.
El 24 de octubre, en el Derby Paulista contra Corinthians, empezó el partido desde el banquillo, ingresando en el entretiempo por Lincoln, jugó unos 33 minutos y fue sustituido alegando dolores en el muslo izquierdo, por Dinei (Su equipo caería por la cuenta mínima por la jornada 31). Esto acabó irritando al jugador, que acabó perdiendo la cabeza con un periodista, que alegó haber recibido la confirmación del departamento médico de Palmeiras de que el Mago está con una lesión en el muslo. En la igualdad uno a uno, entre Palmeiras y Atlético Mineiro, en un juego válido por la ida de los cuartos de final de la Copa Sudamericana 2010, Valdivia que, era duda hasta antes del inicio del partido, comenzó como titular y, volvió a sentir la lesión en su muslo izquierdo a los 19 minutos, del primer tiempo. Después de este nuevo resentimiento, quedó en tratamiento en el departamento médico del Palmeiras. Regresó dos semanas después el 10 de noviembre contra Mineiro por la vuelta de la Sudamericana. Sin embargo, se resintió nuevamente de su lesión muscular en la pierna izquierda y debió ser sustituido por Lincoln estando apenas 15 minutos en el campo de juego, finalmente su equipo ganaría por 2-0 (3-1 global) y clasificaría a semifinales donde caerían ante Goias sin Valdivia en ambos encuentros. Aunque fue convocado para un amistoso contra Uruguay, fue cortado de la Selección de Chilena de Fútbol producto de su lesión.
Por el Campeonato Brasileño su equipo terminaría en el 10° en su inestable campaña clasificándose para la Copa Sudamericana 2011, Valdivia jugó 15 partidos, anotando apenas dos goles y dando una sola asistencia, mientras que por la Copa Sudamericana 2010 disputó 4 encuentros.
2011
El 24 de abril de 2011 marcó un golazo desde 30 metros en el triunfo por 2 a 1 sobre Mirassol por los cuartos de final del Campeonato Paulista, en las semifinales del torneo regional se enfrentaron a Corinthians en una nueva edición del Clásico paulista, el mediocampista salió al minuto 26 tras sufrir un desgarro en la pierna izquierda luego de realizar su famosa jugada el "Espantachunchos", finalmente ambos equipos empatarían a uno y en penales Corinthians ganó por 6 a 5 accediendo a la final.
El 19 de agosto marcó un gol en la igualdad uno a uno frente a Bahía por la jornada 17 de la Serie A, volvió a marcar el 16 de octubre en la derrota por 1 a 2 frente a Fluminense, tras esto criticaría duramente el rendimiento de su equipo, Las cosas irían de mal en peor dos semanas después sería expulsado por doble amarilla en la caída de su equipo por 2 a 1 frente Atlético Mineiro por la fecha 32 del Brasileirao.
Antes de esto, el 26 de octubre de 2011, el columnista Léo Dias, del diario "O Día", publicó en su columna fotos del jugador chileno besando a una mujer. El episodio ocurrió en Sao Paulo, el 4 de febrero, pero solo 8 meses después las imágenes salieron a la luz pública, el jugador amenazó al fotógrafo Grizar Júnior, y el caso fue a parar a la policía. El fotógrafo afirmó que el jugador estaba alcoholizado y ofreció dinero para que nada fuera divulgado: "Él dijo que estaba casado y que esa foto acabaría con su familia. Entonces me ofreció un valor alto para tener la foto, y acabé aceptando". En el relato del fotógrafo, el Mago habría enviado una cantidad en dinero a él a cambio de los archivos con las fotos. Un productor de TV, amigo del jugador, sería el responsable de entregar la cantidad a Grizar Junior. Cuando abrió el sobre, el profesional reclamó que el valor era mucho menor que el acertado previamente. Después de eso Valdivia viajó a Chile, resolvió problemas particulares, sólo después de regresar de viaje, se produjo un nuevo encuentro en una panadería cercana a la casa del chileno, en la zona oeste de São Paulo. En ese momento, la amenaza, según el relato del fotógrafo: "Yo tomé el archivo con las fotos y pensé que él pagaría el valor restante, pero entonces vino con unos papeles, dijo que sabía mi dirección y donde mi hijo estudiaba, hizo amenazas y dijo que yo estaba perjudicandolo pero fue él quien me ofreció dinero, yo sólo estaba trabajando, como él quiso involucrar a mi familia, decidí buscar a la policía."
Un día después de la divulgación del caso, Valdivia concedió una rueda de prensa. Valdivia negó haber ofrecido 20 mil reales al fotógrafo y, tan poco haber amenazado a su familia. En la entrevista, Valdivia acusó al fotógrafo Grizar Júnior de intento de extorsión.
En la entrevista, el jugador se presentaba a pedir disculpas públicamente a su familia:

"Yo pido públicamente disculpas a la mujer que amo, es la madre de mis hijos, quiero pedir disculpas también a mi familia por la vergüenza que estoy haciendo sentir. Quiero pedir disculpas a la familia de mi mujer. Estoy muy avergonzado por lo que sucedió."
Jorge Valdivia.

Tras este incidente fue convocado por su selección para los duelos frente a Uruguay y Paraguay por la tercera y cuarta fecha de las Clasificatorias Sudamericanas rumbo a Brasil 2014, tras tener un día libre por parte del DT Claudio Borghi, Valdivia, Beausejour, Jara, Carmona y Vidal llegaron tarde a la concentración, por estar en la fiesta de bautizo del hijo menor de Valdivia. Sin embargo, las acusaciones fueron más graves tanto por parte de la prensa y del entrenador Borghi que insinuó que los jugadores llegaron atrasados y borrachos a la concentración. Tal vez sacudido por lo ocurrido Chile fue un equipo apático en el campo y, sufrió una goleada frente a Uruguay por un categórico 4-0. Cuatro días después, Chile quería mostrar que la crisis había llegado a su fin, venciendo por 2 a 0 Paraguay. Durante estos dos partidos ninguno de los cinco involucrados en la polémica jugaron y fueron "cortados" por el técnico. Al día siguiente Valdivia convocó una rueda de prensa para defenderse de las acusaciones del técnico de Chile. Además de él, Jean Beausejour, Gonzalo Jara y Carlos Carmona (Vidal volvió a Italia después del incidente). Los jugadores dieron sus explicaciones sobre el problema. En un comunicado leído por Beausejour, el grupo se quejó de la persecución de la prensa local. Los cuatro admitieron que ingirieron bebida alcohólica durante el bautizado del hijo del volante de Palmeiras y se retrasaron en el regreso al hotel, pero negaron que estuvieran borrachos. El 20 de diciembre, los cinco jugadores fueron suspendidos por 10 partidos, por la ANFP.
Su club terminaría en la 11° posición en el Brasileirao 2011 jugando solo 15 partidos de 38 posibles, marcando 2 goles y sin dar asistencias, por el Campeonato Paulista jugó 7 partidos marcando dos goles y llegando a semifinales, además de jugar cinco duelos por la Copa Brasil y uno por la Sudamericana.

#### 2012: Secuestro, campeón de la Copa Brasil y Descenso a la serie B
El 9 de mayo, cortó una sequía goleadora de más de siete meses marcando el 3-0 contra Paraná (su equipo ganaría por 4 a 0) en un encuentro válido por los octavos de final de la Copa de Brasil.
El 7 de junio, Valdivia y su esposa, Daniela Aranguiz, fueron víctimas de un Secuestro exprés en São Paulo, al principio se había sospechado que el secuestro fue una farsa, para forzar una salida del Palmeiras. Sin embargo, el secuestro realmente sucedió y el jugador y su esposa quedaron traumatizados con la situación y al día siguiente la pareja fue a Chile, y en una entrevista con el canal TVN, Daniela, que sufrió un intento de agresión sexual y que no le gustaría vivir más en Brasil. El autor fue detenido días después por la policía. Luego el 15 de junio Valdivia aseguró que se quedará en Palmeiras, al menos hasta el final de la Copa de Brasil, y tras ser campeón de ese torneo seguiría hasta 2013.
Con un Luiz Felipe Scolari muy cuestionado (Palmeiras estaba en los últimos puestos del Brasileirao su equipo se enfrentó por la semifinal vuelta a Gremio en el Arena Barueri, ingresó a la hora de partido por a Daniel Carvalho, e hizo el gol del empate 1-1 al minuto 72 que confirmó la clasificación del "Verdao" para la final de la competición, lo que no ocurría desde hacía 14 años.
En la primera final contra el Coritiba, en el Arena Barueri, Valdivia fue decisivo y marcó el primer gol del partido, que terminó con victoria del Palmeiras por 2-0. Sin embargo, fue expulsado al minuto 70 de partido quedando fuera naturalmente de la vuelta, ahí el "Verdao" empató 1 a 1 en el Estadio Couto Pereira (3-1 global) y conquistó, de manera invicta, el título de la Copa de Brasil, el primer trofeo nacional del club en 12 años, dándole el segundo título de esta índole al Verdão, que no la ganaba desde 1998. Al día siguiente, el jugador confirmó su continuidad en el equipo brasileño.
El 6 de octubre, el mediocampista chileno saldría lesionado en la derrota por 3 a 0 sobre São Paulo por la jornada 28 del Brasileirao, tras hacerse exámenes sufrió una distensión del ligamento colateral medial en la rodilla izquierda por lo que sería baja el resto del 2012, finalmente en la jornada 36 del Brasileirao Palmeiras empataría 1 a 1 contra Flamengo resultado que sentenciaría al equipo de Valdivia a descender a la Serie B brasileña tras la igualdad entre Portuguesa y Gremio, siendo esta la segunda vez que descienden desde 2002.
Tras cerrar esta temporada nefasta, donde tuvo que lidiar con las lesiones, disputó 17 partidos de 38 por el Brasileirao sin marcar, 12 por el Torneo Paulista, uno por la Copa Sudamericana 2012 y seis por la Copa de Brasil (torneo en el que sería campeón) marcando tres goles, en total serían 36 partidos marcando tres goles.

#### 2013: Ascenso a la Serie A, polémicas y cuestionamientos
Tras ser tentando por el Al Ain que supuestamente estaría preparando una propuesta de 6 millones de euros para tenerlo de vuelta, Valdivia confirmó que seguiría en el Palmeiras hasta el final de 2013, atendiendo a las peticiones del actual entrenador de la Selección Chilena de Fútbol, Jorge Sampaoli. Según el jugador, dueño de un discurso centrado en sí: "La pretemporada comenzó. Sólo quiero jugar, y jugar por mí. Lo que hice en las vacaciones fue por mí. Quiero jugar por mí y volver a la selección."
El 18 de marzo de 2013 a solo días de ser convocado por Sampaoli para los duelos claves contra Perú y Uruguay se volvió a lesionar, sufriendo un desgarro en el cuádriceps derecho y siendo esta su 13° lesión/dolencia en casi tres años y medio desde su vuelta a Palmeiras.
El 6 de julio regresó a las canchas después de casi cuatro meses en la goleada por 4-0 sobre Oeste por la séptima jornada de la Serie B jugando 78 minutos y siendo una de las figuras del partido alimentados a sus compañeros con sus pases, el 20 de julio marcaría su primer gol en el campeonato en la trabajada victoria por 3 a 2 sobre Figueirense por la jornada 9, el gol del triunfo al minuto 87 tras tomar un balón luego de un cabezazo por la izquierda y no tuvo más que empujar el balón al fondo de la red decretando el 3 a 2 definitivo.
El 2 de agosto marcaría el gol de la victoria en el triunfo 2 a 1 sobre Bragantino por la jornada 12, al minuto 62 el futbolista recibió el balón luego de una gran carrera de un compañero y desde fuera del área sacó un potente remate colocado que pasó por encima del arquero rival, el 17 de septiembre el seleccionado nacional volvería a brillar en la goleada por 4 a 2 sobre Avai, al minuto 23 recibió cartulina amarilla, luego al 37 anotó el empate parcial a un gol, con un toque sutil dentro del área tras un largo pase desde la izquierda, después asistiría a William Mendieta para el 2 a 2, sería el motor de la escuadra que dirigía Gilson Kleina en ese entonces, luego saldría ovacionado al minuto 85' por Sebastián Eguren, quien anotó el cuarto tanto y definitivo de la brega, así Palmeiras logró 53 puntos, aumentando su ventaja sobre sus perseguidores en la tabla. Además de sacarle 16 puntos al Sport Recife, quinto en la tabla de posiciones (en el fútbol de ascenso brasileño ascienden los cuatro primeros). A dos fechas del final de la Serie B su equipo ascendería tras coronarse campeón del fútbol de ascenso luego de golear por 3 a 0 a Boa Esporte sin Valdivia en cancha porque estaba de gira con Chile para los amistosos contra Inglaterra y Brasil.
En su temporada 2013, el jugador disputó 18 partidos por la Serie B marcando 3 goles y dando 9 pases de gol, mientras que por el Campeonato Paulista jugó 7 partidos anotando una goles además de asistir dos veces mientras que por la Copa Libertadores 2013 solo jugó 2 partidos debido a que él se encontraba lesionado cuando su equipo disputó el torneo continental.

#### 2014-2015: Extranjero con más victorias en el club y partida al fútbol árabe
2014
El 26 de enero por la tercera jornada del Campeonato Paulista marcó su primer gol en 2014 contra el Atlético Sorocaba, anotando al minuto 22 tras pase de Wender en el área del rival donde pudo dominar la pelota y marcar, partido en el que su equipo golearía por 4 a 1. Por la quinta fecha fue genio y figura en labores creativas en el triunfo por 2 a 0 sobre Sao Paulo marcando incluso un gol en el clásico Choque Rei tras un cabezazo al minuto 23 abriendo la cuenta para el "Verdao" con este triunfo su equipo llegaría a cinco victorias en igual cantidad de fechas logrando 15 puntos en el Grupo D. Luego anotaría su tercer gol (de penal) en la competición en la dura caída por 1-3 sobre Botafogo de Guaianazes. Cuatro días después el 27 de febrero volvería a anotar en el triunfo por 2-0 sobre São Bernardo FC.
El 18 de septiembre por la jornada 22 del Brasileirao, justo en su regreso a las canchas tras una lesión sería expulsado en la igualdad 2 a 2 contra Flamengo tras pisar a un rival, en ese mismo partido con l igualdad Palmeiras quedaría en puestos de descenso directo, el 2 de octubre de 2014 Valdivia acrecentó aún más su leyenda en Palmeiras, luego de la victoria frente a Chapecoense por 4-2 por la jornada 26, Valdivia se convirtió en el extranjero con más victorias en el club, luego de haber obtenido el triunfo en 116 oportunidades, acumulando 223 juegos por el "Verdao". En la última fecha igualaron 1-1 con Atlético Paranaense de local con el volante jugando todo el encuentro, resultado que les ayudó a mantener la categoría solo por dos puntos.
Por el Brasileirao 2014 el volante chileno jugaría 17 partidos, sin anotar dando 6 asistencias, distinta situación sería en el Torneo Paulista donde jugó 11 partidos anotando 4 veces, también añadirle un partido por la Copa de Brasil 2014. En total jugó 29 partidos en el año 2014 marcando seis goles.
2015
Después de estar cuatro meses alejado de las canchas por una lesión en el muslo, el 4 de abril de 2015 ingresó 25 minutos en la victoria por 3 a 1 sobre Mogi Mirim por el Campeonato Paulista 2015, el 3 de mayo se jugó la final vuelta del torneo estadual donde Palmeiras jugaría contra Santos, el equipo de Valdivia sería derrotado por 2 a 1 y tras igualar 2-2 en el global se irían a penales con Santos campeonando por 4 a 2, el volante chileno sería titular y jugaría hasta el minuto 81 siendo sustituido por Amaral. Jugó su último partido con la camiseta de Palmeiras el 31 de mayo en el Clásico Paulista contra Corinthians jugando todo el partido de titular en la victoria por 2 a 0 de visita válido por la cuarta jornada del Brasileirao, logrando su primera victoria en la liga brasileña y llegando prendido para la Copa América 2015.
Tras la Copa América realizada en Chile (Torneo en el que Chile sería campeón por primera vez en su historia), el volante ficharía por el Al-Wahda cerrando un ciclo en Palmeiras donde jugó 241 partidos, marcando 41 goles y dando 52 pases, logrando conquistar 4 títulos resumidos en una Serie B, dos Copa de Brasil y un Torneo Paulista, convirtiéndose además en uno de los máximos ídolos en la historia de Palmeiras. En 2015 sólo jugó 10 partidos, 4 por el Brasileirao, 5 por el Paulista y uno por la Copa Brasil.

### Al-Wahda (2015-2017)
El 25 de junio de 2015, se informó que Valdivia regresaría a los Emiratos Árabes Unidos para firmar por el Al-Wahda, luego de rechazar una oferta del Guangzhou Evergrande de China. El jugador y el club árabe alcanzaron un contrato de dos años y un salario de 2.8 millones de dólares por año. Siendo presentado el 25 de agosto tras haber finalizó su contrato con Palmeiras de manera oficial, donde calzaría la dorsal número 9.

#### Temporada 2015-16
Debutó el 13 de septiembre de 2015 por la segunda fecha de la Liga Árabe del Golfo 2015-16 contra el Al-Shabab de su compatriota Carlos Villanueva perdiendo por 1 a 0 jugando de titular todo el encuentro, el 26 de octubre marcó su primer gol en su regreso a las tierras árabes en la caída por 3-1 sobre Ah Ahli, al minuto 78 hizo una obra de arte diga de un "Mago"; se saco de encima a dos defensores, y antes de eludir a un tercero, sacó un remate a un ángulo imposible para el arquero.
El 7 de enero de 2016 marcó su segundo gol en la Liga contra el Al-Fujairah por la jornada 14, después volvería a convertir por la jornada 16 en el triunfo por 2-1 sobre Al-Jazira.
El 1 de abril logró su primer título con el club árabe al vencer en la final de la Etisalat Emirates Cup venciendo por la cuenta mínima al Al-Shabab partido en el que sería héroe y villano, solo a los 15 segundos asistió a Denilson para que marcase el único gol del partido, después en los minutos finales del primer tiempo fue expulsado tras un pisotón sobre su compatriota Carlos Villanueva, así el Al-Wahda logró un título tras cinco años de sequía. El 22 de abril marcó su último gol en la temporada 2015-16 en la goleada por 3-0 sobre Al-Wasl cerrando el triunfo al 85' tras un desborde de Sebastián Tagliabue por la vigesimocuarta jornada.
Su equipo terminaría en el tercer lugar de la UAE Pro-League 2015-16 con 43 puntos en 26 jornadas, jugaría 16 partidos marcando 5 goles aportando tres asistencias.

#### Temporada 2016-17
El 28 de febrero de 2017, marcó y dio una asistencia en la derrota por 3 a 2 de local frente al Persépolis iraní por la segunda fecha del Grupo D, volviendo a marcar después de casi un año. El 9 de marzo marcó un doblete en la goleada del Al-Wahda por 6-2 sobre el Baniyas SC en un encuentro válido por la octava jornada de la UAE Pro-League, además en este encuentro llegaría a 100 goles como profesional. Tras estas buenas actuaciones sería nominado por el técnico Juan Antonio Pizzi para los duelos clasificatorias contra Argentina y Venezuela.
El 29 de abril en la volvió a marcar en la derrota por 3 a 2 sobre Al Ain, El 19 de mayo sería campeón de la Copa del presidente tras golear por 3 a 0 a Al-Nasr donde no jugaría por problemas físicos, tras esto anunció que dejaría el Al-Wahda.

### Regreso a Colo Colo (2017-2020)
Luego de duras negociaciones, Jorge Valdivia fue anunciado el 19 de junio de 2017 como refuerzo de Colo-Colo, luego de llegar a acuerdo por 18 meses y una suma de 1,8 millones de dólares, lo iban a presentar el miércoles 21 pero tras la polémica salida de Justo Villar se postergó para el jueves 22 de junio.

#### Temporada 2017
Iba a debutar por la Primera Fase ida de la Copa Chile 2017 contra Deportes La Serena pero se postergaría debido a que su CTI no llegó, finalmente el 23 de julio debutó de manera oficial ante la Universidad Católica por la Supercopa de Chile 2017 en el Estadio Nacional, partido en el que sería clave para la primera Supercopa de los "albos"; al minuto 55 asistió a Andrés Vilches para que anotará el 2 a 1 parcial y al 77 habilitaría a Paredes con un excelente pase para el 4-1 final, saldría al minuto 90+2' por Marcos Bolados. Luego el 2 de agosto su equipo goleó 4-0 a Deportes La Serena por la Primera Fase vuelta de la Copa Chile, clasificándose a segunda fase de forma dramática por un global de 5-1. Cuatro días después marcó su primer gol desde su regreso en la victoria de visita 3-1 sobre O'Higgins en Rancagua por la segunda fecha del Transición 2017, fue al minuto 70 comenzando una jugada que el mismo terminó anotando el 3-1 final del encuentro, en el que fue además el primer triunfo de Colo-Colo por el Torneo de Transición 2017, salió al minuto 85 por Ramón Fernández, en la siguiente jornada volvió a anotar en el empate de visita 1-1 contra Palestino. El 27 de agosto jugó su primer superclásico desde su retorno a Colo-Colo, contra la Universidad de Chile por la quinta jornada del Torneo de Transición en el Estadio Monumental y fue una de las figuras ya que al minuto 10 habilitó a Esteban Paredes para que anotase el 1-0 aprovechando un grave error de Beausejour y luego al 16' aprovechó una contra para darle un pase largo a Jaime Valdés para que concrete el 2 a 0, al minuto 52 de partido tendría un encontrón con David Pizarro que le valdría cartulina amarilla y posteriormente salió al minuto 79' por Luis Pedro Figueroa bajo una ovación su equipo terminaría ganando por 4-1 y extendería a 17 años su paternidad sobre la "U" jugando de local, tras estas buenas actuaciones regresaría a la "Roja" siendo citado para los duelos ante Paraguay y Bolivia por las Clasificatorias Rusia 2018.
En la siguiente jornada, el conjunto "albo" igualó de visita 1-1 contra Deportes Iquique en el norte, pero esto no sería lo importante ya que Valdivia recibió su quinta amarilla en seis partidos quedando suspendido contra San Luis de Quillota (partido que su equipo ganaría por 3 a 0), regreso en la fecha 8 y fue figura en el triunfo por la cuenta mínima sobre Universidad Católica en el Estadio San Carlos de Apoquindo, ya que al minuto 68' asistió a Óscar Opazo para que batiera a Cristopher Toselli y marcase el único gol del partido, luego en la novena fecha fue expulsado en el trabajado triunfo de local 2-0 frente a Santiago Wanderers tras una agresión de Mario López, el volante simularía en demasía siendo expulsado al igual que López recibiendo una fecha de castigo (Quedando suspendido contra Audax Italiano).
El 9 de diciembre se jugó la definición del Torneo de Transición 2017 en la que Colo Colo, Unión Española y la "U" jugaban en simultáneo para definir al nuevo campeón del fútbol chileno, los "albos" corrían con la ventaja de puntos al tener ellos 30, la Unión 28 y la "U" 27, viajaban hasta el sur de Chile para enfrentarse a Huachipato en el Estadio Ester Roa Rebolledo de Concepción, abrieron la cuenta recién al minuto 74 con un polémico penal que Jaime Valdés convirtió en gol, luego al 83' Octavio Rivero estiró las cifras y al minuto 90+2' Nicolás Orellana cerró la goleada, 3-0 final que le permitió a Colo-Colo bajar su estrella 32, Valdivia por su parte tendría un regular partido saliendo al minuto 80 por Orellana.
Fue clave para la conquista del Torneo de Transición 2017, al jugar trece de quince partidos, a excepción de los duelos contra San Luis y Audax Italiano, donde no jugó por encontrarse suspendido, marcando 2 goles y dando 4 asistencias en los 1.119 minutos que estuvo en el campo de juego.

#### Temporada 2018
El 26 de enero de 2018 ganaron la Supercopa de Chile 2018 tras golear 3-0 a Santiago Wanderers en el Estadio Nacional, aquel partido no lo jugó siendo solo alternativa ya que Pablo Guede decidió guardarlo para el Torneo Local y la Copa Libertadores 2018. Hizo su debut en la temporada en la primera fecha del torneo local contra Deportes Antofagasta en el norte ingresando al minuto 60' por Carlo Villanueva Fuentes, después asistió a Esteban Paredes para que anote el 2-1 final.

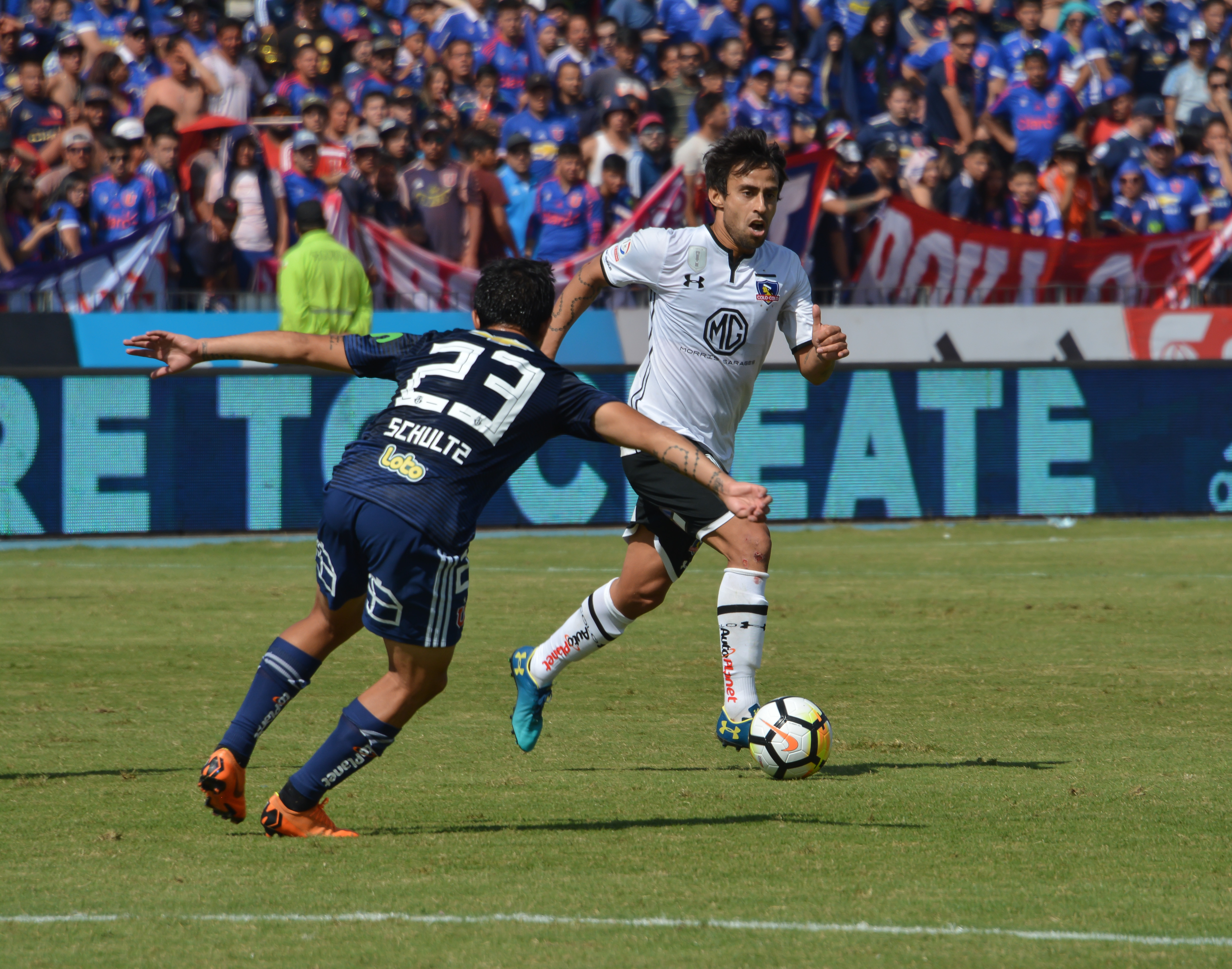
Jorge Valdivia disputando el superclásico del fútbol chileno de abril de 2018.

Tras llevar dos meses bastante bajos, el 15 de abril fue figura en la victoria de visita 3-1 sobre Universidad de Chile por la novena fecha, al minuto 48' asistió a Paredes para que marque un golazo para el 2-1, y luego sobre el final dio un pase largo a Claudio Baeza para que de globito, bata a Johnny Herrera y anote el 3-1 final, salió al minuto 87' por Iván Morales. Volvió a ser figura en el triunfo de local 3-1 sobre Everton de Viña del Mar, abrió la cuenta al minuto 10 y posteriormente al 52 le dio un pase al Tanque Paredes para que remate cruzado y anoté el 2-1. Por la última fecha del Grupo B de la Copa Libertadores 2018 igualaron 0-0 con Atlético Nacional en el Estadio Atanasio Girardot y así lograron clasificar a octavos de final luego 11 años, pero Valdivia tuvo que salir al minuto 43 por César Pinares por problemas físicos, posteriormente se hizo un examen en el que se descubrió que sufrió un desgarro en el muslo que lo dejaría 2 meses fuera.
Regreso el 29 de julio en el triunfo 2-0 sobre Curicó Unido por la fecha 17, tras ingresar al minuto 58' por Esteban Pavez y posteriormente asistir a Esteban Paredes para que anote el 2-0 final. Posteriormente, en octavos de final de la Copa Libertadores 2018 se toparon con Corinthians de Brasil, en la ida ganaron por la cuenta mínima con solitario gol de Carlos Carmona, gol que nació en los pies de Valdivia luego de darle un pase largo a Óscar Opazo que recorrió toda la banda derecha centró y en el rebote Carmona fusiló a Cássio, en la revancha en el Arena Corinthians cayeron 2-1 pero por gol de visitante lograron clasificar a cuartos de final del máximo torneo continental luego de 21 años, ahí se enfrentaron a Palmeiras de Brasil quien vencería a Colo-Colo por 2-0 en ambos partidos, eliminándolo así de la Copa Libertadores.
El 31 de octubre se resintió de su desgarro en el muslo en un entrenamiento, sufriendo ahora una rotura fibrilar, lesión que lo dejó fuera el resto del año.
Tras una temporada 2019 marcada por la irregularidad, las lesiones y una expulsión que le dejó un castigo de 4 fechas, el 18 de diciembre el cuadro albo anunció a través de sus redes sociales la decisión de no renovar el vínculo contractual con Valdivia.

#### Paso por México y regreso (2020)
Tras quedar libre de Colo-Colo, Valdivia es anunciado como refuerzo del Morelia mexicano, donde se reencontró con el entrenador Pablo Guede. Tras el cambio de franquicia del Morelia al Mazatlán Fútbol Club, Valdivia se trasladó junto al equipo, no logrando regularidad en el juego.
El 1 de diciembre de 2020, es anunciado el regreso de Valdivia a Colo-Colo, en un contrato hasta el fin de la temporada 2020. Debido a una serie de lesiones, Valdivia alcanzó a jugar 87 minutos durante la temporada. Al final de esta, en febrero de 2021, el club decidió no renovar su contrato.

### Unión La Calera
Tras unas negociaciones infructuosas con Unión Española, el 9 de marzo de 2021 se oficializó su llegada a Club de Deportes Unión La Calera. Aunque su contrato duraba hasta fin de año, terminó de manera anticipada en junio por decisión de ambas partes. Valdivia jugó ocho partidos con el club y marcó un gol.

## Selección nacional

### Selecciones menores
A nivel de selecciones juveniles, jugó el Campeonato Sudamericano Sub-20 de 2003 con la selección sub-20, con la cual terminó último en la fase de grupos y solo hizo una aparición.
Posteriormente representó a su país en el Torneo Preolímpico Sudamericano Sub-23 de 2004, junto a jugadores como Claudio Bravo, Jean Beausejour, Luis Pedro Figueroa o Mark González entre otros, con quienes logró un gran desempeño, siendo uno de los mejores jugadores y así la Selección Chilena llegó a la fase final del torneo. Sin embargo, quedaron últimos y no pudieron clasificar a los Juegos Olímpicos de 2004.

#### Participaciones en Sudamericanos Sub-20
| Torneo                           | Sede    | Resultado    | PJ | Goles |
| -------------------------------- | ------- | ------------ | -- | ----- |
| Sudamericano Sub-20 Uruguay 2003 | Uruguay | Primera fase | 1  | 0     |

#### Participaciones en Preolímpicos
| Torneo                           | Sede  | Resultado  | PJ | Goles |
| -------------------------------- | ----- | ---------- | -- | ----- |
| Preolímpico Sub-23 de Chile 2004 | Chile | Fase Final | 5  | 1     |

### Selección adulta
Su debut en la selección adulta ocurrió el 19 de febrero de 2004 frente a México en el StubHub Center en Estados Unidos, partido que terminó igualado 1-1. Su primer gol con la selección vino un par de años después de su debut, el 15 de noviembre de 2006 en el triunfo por 3-2 sobre Paraguay en el Estadio Sausalito marcando un lindo gol y siendo la figura del partido, saliendo al minuto 84' por Esteban Paredes bajo una ovación. El 11 de febrero de 2009 volvió a marcar en el triunfo 2-0 sobre Sudáfrica en tierras sudafricanas. El 26 de mayo de 2010 marco un tanto en la goleada 3-0 sobre Zambia en el antiguo Estadio Municipal de Calama, en un amistoso preparatorio de cara al Mundial de Sudáfrica 2010.
Luego de tener escasos minutos en el Mundial de Brasil 2014, "El Mago" anuncia su retiro de la selección y se disculpa por los errores cometidos con un comunicado hecho en julio del mismo año. En noviembre de 2014, Jorge Valdivia anuncia su regreso a la selección por tercera vez, debido a que Jorge Sampaoli lo nominó en los siguientes partidos.
Su retorno fue el 11 de noviembre de 2014 contra Venezuela en un amistoso, donde fue figura en el triunfo por 5-0 en el Estadio CAP. El segundo gol fue suyo tras marcar un gol casi sin ángulo y el tercer gol nació en sus pies tras darle un pase a Mauricio Isla, este desbordó y Eduardo Vargas anotó de cabeza. Salió al minuto 76' siendo reemplazado por Pedro Pablo Hernández, bajo aplausos.
El 5 de junio de 2015, Valdivia anotó un gol frente a El Salvador tras desborde de Jean Beausejour, salió al 64' por Mauricio Pinilla. Siendo este su último gol por la selección chilena.

### Copa América

#### Copa América 2007
El año 2007 es convocado por Nelson Acosta para disputar la Copa América 2007 en Venezuela, donde Chile llegó hasta cuartos de final y cayó derrotado por un claro 1-6 contra el futuro campeón Brasil en Puerto La Cruz, y en el mismo torneo fue castigado por la ANFP con 20 partidos de suspensión para vestir la camiseta de la Selección Chilena (por un escándalo de indisciplina en el hotel de concentración en la ciudad de Puerto Ordaz). Cuando Jorge llevaba 8 partidos de castigo, la ANFP le rebajó el castigo a solo 10 partidos.

#### Copa América 2011
En julio de 2011 participó en la Copa América celebrada en Argentina. No jugó el primer partido contra México (triunfo 2-1) por decisión de Claudio Borghi, debutó en el segundo partido del Grupo C contra Uruguay (futuro campeón del torneo) ingresando al minuto 60 por Gonzalo Jara y solo 4 minutos después género la jugada de gol chileno tras darle un pase a Jean Beausejour y este a Alexis Sánchez para que este marcase el 1-1 final. Después en el último partido del Grupo, la selección chilena venció por la cuenta mínima a Perú con autogol de Andre Carrillo recién al minuto 90+2' y así germinaron líderes del Grupo C con 7 puntos, Valdivia nuevamente ingresó desde el banco al minuto 58 por Gonzalo Fierro.
En cuartos de final enfrentaron a Venezuela en el Estadio San Juan del Bicentenario de San Juan, en el cual cayeron sorpresivamente por 1-2. Valdivia nuevamente y por 3.er partido consecutivo, ingresó desde el banco en el entretiempo por Carlos Carmona.
Valdivia jugó en 3 de los 4 partidos disputados por la selección chilena, ingresando desde la banca en los 3 y solo sumando 107 minutos en el torneo.

#### Copa América 2015

Jorge Valdivia conformó la alineación de que le dio su primer título oficial en 99 años tras ganarle en penales a la Final de la Copa América 2015.

En mayo de 2015, Sampaoli lo convoca para disputar la Copa América 2015 celebrada en Chile.
En el partido de Chile contra Ecuador por el Grupo A en el que Jorge fue el director de orquesta, ya que gran parte de las jugadas ofensivas pasaron por sus pies, salió al 68' por Matías Fernández en el triunfo por 2-0 con goles de Arturo Vidal (de penal) y Eduardo Vargas. En la Fecha 2 igualaron 3-3 ante México encuentro en el que jugó un irregular partido, aunque marcó un gol pero en fuera de juego. En el último partido del Grupo contra Bolivia Valdivia tuvo un gran encuentro en la goleada 5-0 sobre los bolivianos (siendo este su mejor partido en la Copa América 2015), en el segundo gol tuvo una gran combinación con Alexis que terminó en una palomita del tocopillano y en el cuarto gol asistió a Gary Medel para que la pique sobre Romel Quiñonez, así Chile terminaba como líder del Grupo con 7 puntos y 10 goles marcados.
En los cuartos de final se enfrentaron al siempre difícil Uruguay (campeón defensor) en el Estadio Nacional Julio Martínez Pradanos de Santiago de Chile, y tras luchar una enormidad, al minuto 81' tras un mal despeje de Fernando Muslera, Valdivia se la dejó servida a Mauricio Isla para que marque el 1-0 final, "El Mago" salió al minuto 85' por David Pizarro. En las semifinales se enfrentaron a Perú en el denominado "Clásico del pacífico", el cual La Roja ganaría por 2-1 con doblete de Eduardo Vargas, Valdivia fue titular (jugando un buen partido) y saldría al minuto 85 por Felipe Gutiérrez. En la Final de la Copa América 2015 se enfrentaron a la Argentina de Lionel Messi en el Estadio Nacional Julio Martínez Pradanos, Valdivia jugaría un irregular partido saliendo al minuto 74' por Matías Fernández (saliendo algo molesto), después de 120 minutos de lucha ambas selecciones empatarían 0-0 por lo que recurrían a lanzamientos penales para definir al campeón del torneo donde Chile ganaría por 4-1 logrando el primer título de su historia tras 99 años de espera.
En el torneo Valdivia jugó los 6 partidos, todos de titular y jugando casi todo los minutos (407), dando 3 asistencias y siendo uno de los artífices del primer título en la historia de "la Roja".

### Mundiales

#### Copa Mundial 2010
En junio de 2010, Valdivia fue convocado por Marcelo Bielsa para el Mundial de Sudáfrica. Debutaron contra Honduras por el Grupo H en el cual ganaron por la cuenta mínima con gol de Jean Beausejour. En el segundo partido fue clave para vencer a Suiza por la cuenta mínima, tras ingresar en el entretiempo por Vidal, al minuto 75 le dio un pase largo a Esteban Paredes, este se quitó al meta Diego Benaglio y metió un centro cerca del arco que terminó cabeceando Mark González para anotar el 1-0 y desatar la algarabía chilena. Y en el partido que definía al líder del grupo, cayeron por 1-2 contra España (selección que saldría campeona del mundo) en Estadio Loftus Versfeld de Pretoria, Valdivia saldría al entretiempo por Rodrigo Millar (quien marcó el descuento chileno), este resultado haría que terminen segundos en el Grupo H y por ende tendrían que enfrentar a Brasil en octavos de final. Dicho partido se jugó el 28 de junio en el Estadio Ellis Park de Johannesburgo donde los brasileños golearon sin apelación por 3-0 con anotaciones de Juan, Luis Fabiano y Robinho.
Valdivia jugó los 4 partidos de Chile en el Mundial de Sudáfrica, solo siendo gravitante en el duelo con Suiza y estando 222 minutos en cancha.

#### Copa Mundial 2014

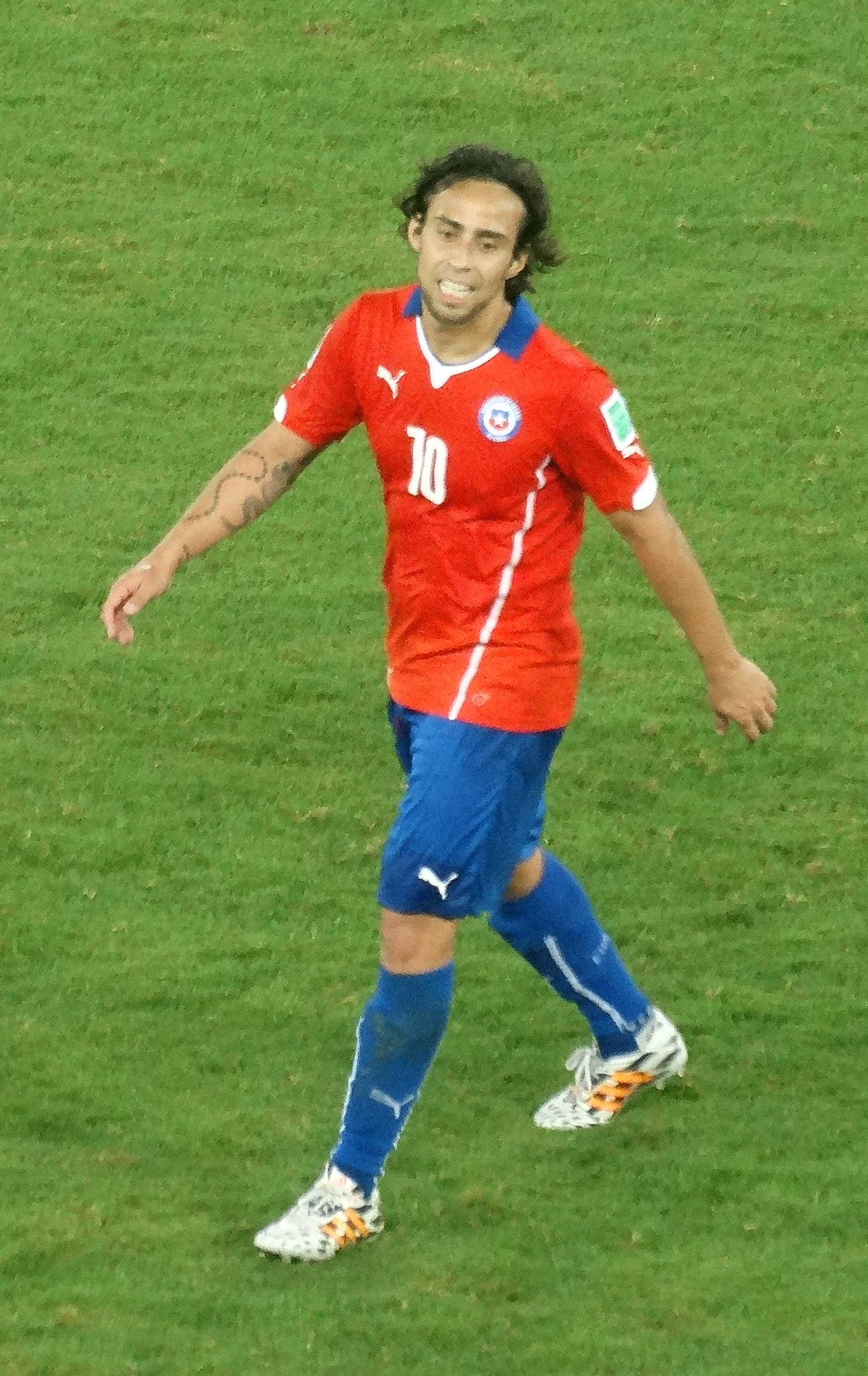
Valdivia durante el Mundial de Brasil 2014.

Debutaron contra Australia por el Grupo B en Cuiaba, partido que terminó en triunfo chileno por 3-1, Valdivia marcó el segundo gol tras pase de Alexis Sánchez la clavo en el ángulo aproximadamente a 20 metros de distancia, marcando un golazo y volviendo a marcar por la selección después de 4 años, salió al minuto 68 por Jean Beausejour (quien marcó el tercer tanto). En el segundo partido enfrentaron al campeón del mundo España en el Estadio Maracaná de Río de Janeiro, lograron dar el batacazo al vencer a los españoles por 2-0 con anotaciones de Eduardo Vargas y Charles Aránguiz, Valdivia por su parte ingresó al minuto 84 por Eduardo Vargas, si bien no alcanzó a tocar el balón, pero formó parte del histórico triunfo en el Maracaná. Y en el partido que definía al líder del grupo, cayeron por 0-2 contra Holanda con anotaciones de Memphis Depay y Leroy Fer, Valdivia ingreso en el minuto 70 por Francisco Silva pero no logró ser desequilibrante, este resultado haría que terminen segundos en el Grupo B y por ende tendrían que enfrentar al anfitrión Brasil en octavos de final.
Dicho partido se jugó el 28 de junio en el Estadio Mineirao de Belo Horizonte, y tras 120 minutos de ardua lucha, brasileños y chilenos igualaron 1-1 con anotaciones de David Luiz y Alexis Sánchez para ambas selecciones respectivamente, en la tanda de penales Brasil logró avanzar a cuartos de final por un estrecho 3-2. Valdivia no ingresó durante todo el partido.
Valdivia jugó 3 de 4 partidos en el Mundial de Brasil, pero solo siendo titular en el primero contra Australia y estando solo 94 minutos en cancha.

### Clasificatorias

#### Clasificatorias Alemania 2006
En el año 2004 es convocado a los últimos partidos de la Selección para las Clasificatorias a Alemania 2006, participando en encuentros ante Argentina (0-0) y Perú (1-2), donde demostró un gran nivel. Luego en 2005 actuó en cancha ante Uruguay (1-1), Venezuela (2-1), Colombia (1-1) y Ecuador (0-0). En el duelo ante Uruguay ingresó en el entretiempo por Pablo Contreras y al minuto de haber ingresado disparó al arco y tras una serie de rebote, Milovan Mirosevic puso el 1-1 final contra los charrúas. En el duelo ante Colombia, Valdivia ingresó en el minuto 80, donde en los minutos 88 y 91, "El Mago" falló 2 intentos de gol en un partido que terminó 1-1 en Barranquilla, lo que provocó las críticas en la prensa. Tras el empate 0-0 de local con los ecuatorianos en la última fecha, Chile no logró clasificar al mundial.

#### Clasificatorias Sudáfrica 2010
Después de cumplir los 10 partidos de sanción por la indisciplina en la que se vio involucrado en la Copa América 2007, en septiembre de 2008 el Seleccionador Nacional de Chile, Marcelo Bielsa, le dio una segunda oportunidad y lo nominó a la Selección Chilena para las Clasificatorias rumbo a Sudáfrica 2010. Tuvo un pésimo comienzo de clasificatorias en el duelo contra Brasil por la séptima fecha en el Estadio Nacional, ingresó al minuto 39 por Hugo Droguett cuando en ese momento Chile iba cayendo por 0-1, solo alcanzaría a estar 23 minutos en cancha ya que se fue expulsado (roja directa) al minuto 62 tras un planchazo a Josue. Siendo este el peor regreso que pudo haber tenido el volante del Al Ain en ese entonces, finalmente los brasileños ganaron por 3-0 con anotaciones de Luis Fabiano (2) y Robinho. Después de este incidente perdería la confianza del estratega Marcelo Bielsa y recién hasta la Fecha 14 le daría una nueva oportunidad contra Bolivia, ingresó al minuto 68 por Matías Fernández y de inmediato empezó a desplegar su magia ya que solo 9 minutos después de haber ingresado dio un pase a Alexis Sánchez para que marcase el 3-0 momentáneo en el Nacional y luego al minuto 89 dio un pase largo desde la mitad de la cancha a Alexis nuevamente para que marcase de "globito" el 4-0 final.
En la Fecha 17 volvió a ser una pieza clave en el triunfo 4-2 sobre Colombia en el Estadio Atanasio Girardot de Medellín, ingresó desde la banca nuevamente al minuto 31 por Matías Fernández justo cuando Chile iba cayendo 1-0 con autogol de Arturo Vidal en los primeros minutos, solo 3 minutos de haber ingresado tomó un tiro libre que Waldo Ponce cabeceó y transformó en gol anotando el 1-1 parcial, al minuto siguiente Chile remontó tras gol de Humberto Suazo, luego que la jugada de gol naciera en los pies de Valdivia tras habilitar a Fabián Orellana y este centrará al "Chupete", el tercer gol lo anotó el mismo tras un pase de Orellana al minuto 71 y 7 minutos después al minuto 78 dio un pase largo a Orellana para que este definiera y marcará el 4-2 final. Aquel resultado permitió la Clasificación de Chile al Mundial de Sudáfrica 2010 y Valdivia fue elegido la "Figura del Partido". Ya en el último partido de las eliminatorias y con Chile ya clasificado al Mundial, vencieron por la cuenta mínima a Ecuador con solitario gol de Humberto Suazo, cabe destacar que este duelo con los ecuatorianos fue el único duelo en el que Valdivia fue titular y jugó los 90 minutos del partido.
Valdivia jugó solo 6 partidos en el camino de Chile rumbo a Sudáfrica 2010 marcando 1 gol y dando 4 asistencias estando solo 246 minutos en cancha, a pesar de que jugó poco, fue clave en los duelos contra Bolivia en Santiago y Colombia en Medellín para clasificar a la selección chilena a un Mundial luego de 12 años.

#### Clasificatorias Brasil 2014
Tuvieron un amargo debut tras caer goleados por 4-1 contra Argentina en Buenos Aires, Matías Fernández marcó el descuento chileno a los 60' tras pase de Valdivia. En la segunda fecha, los dirigidos por Claudio Borghi lograron reivindicarse al derrotar 4-2 a Perú en el Estadio Monumental, Valdivia asistió a Gary Medel en el tercer gol para desde 25 metros marcase un golazo anotando el 3-0 parcial y luego al minuto 63' provocaría un penal dentro del área para que Humberto Suazo marcase el 4-2 final, salió al minuto 90+1' por Carlos Carmona bajo una ovación del estadio. Un mes después de esto, el 9 de noviembre de 2011 fue desafectado de la Selección por el entrenador Claudio Borghi, junto a sus compañeros Arturo Vidal, Jean Beausejour, Gonzalo Jara y Carlos Carmona, debido a que se presentaron con 45 minutos de retraso y bajo la influencia del alcohol a la práctica del equipo, que se preparaba para enfrentar a la Uruguay dos días más tarde y después a Paraguay. Posteriormente recibieron un castigo de 10 partidos y una vez que terminó el castigo, Valdivia no fue considerado por Borghi durante los clasificatorios y amistosos (el gran parte porque el volante fue el único de los 5 involucrados que no pidió perdón).
En marzo de 2013, tras 16 meses del incidente, Valdivia fue nuevamente convocado a la selección por el nuevo entrenador Jorge Sampaoli. Sin embargo, una lesión impidió que jugara por la selección durante esas dos fechas clasificatorias contra Perú y Uruguay. El regreso definitivo de Valdivia a la selección fue el 6 de septiembre de 2013 (22 meses después del incidente), en un partido contra Venezuela por la Fecha 15 de las clasificatorias en el Estadio Nacional donde Chile ganó 3-0 Valdivia fue aporte y en el primer gol asistió a Eduardo Vargas para que marcase un golazo, salió al minuto 72 por Jean Beausejour. En la última fecha vencieron por 2-1 a Ecuador en Santiago y Valdivia al igual que en el último partido contra Colombia en la clasificatoria pasada fue vital ya que el primer gol chileno nació en sus pies al minuto 34 dándole un pase a Eugenio Mena que avanzó en profundidad y metió un centro que Alexis cabeceó marcando el primero de la noche, salió al minuto 89 por Mauricio Pinilla bajó una ovación. Así Chile logró clasificar por primera vez en su historia a dos mundiales en cancha.
Valdivia jugó cinco partidos en total durante las clasificatorias a Brasil 2014 (todos de titular), sin poder anotar pero dando cuatro asistencias y creando muchas jugadas de gol en los 402 minutos que alcanzó a disputar.

#### Clasificatorias Rusia 2018
Debutaron en la primera fecha contra Brasil de local por las Clasificatorias Rusia 2018, partido que ganaron por 2-0 con anotaciones de Eduardo Vargas y Alexis Sánchez logrando derrotar a la Scratch después de 15 años, Valdivia fue titular y salió al minuto 63' por Matías Fernández teniendo un bajo partido. En la segunda fecha derrotaron 4-3 a Perú en Lima, en la segunda anotación chilena Valdivia asistió a Eduardo Vargas. Por la cuarta fecha caerían por un claro 3-0 sobre Uruguay en Montevideo, en este partido Valdivia fue expulsado y sancionado con 4 partidos, haciendo que no fuera puesto en cancha durante todo el 2016, provocando que el nuevo director técnico Juan Antonio Pizzi no lo convocara a la Copa América Centenario, torneo donde Chile salió campeón continental por segunda vez consecutiva. Fue convocado en la doble fecha de octubre del mismo año ante Ecuador y Perú, pero fue descartado antes del duelo contra el primero, por molestias físicas. Fue convocado en la siguiente doble fecha de noviembre ante Colombia y Uruguay, donde finalmente no jugó.
El 23 de marzo de 2017, volvió a jugar por La Roja después de 15 meses, ingresando al minuto 69' por Francisco Silva en la derrota por 1-0 ante Argentina, compromiso válido por la Fecha 13. En la próxima fecha vencieron 3-1 a Venezuela de local, Valdivia ingreso al minuto 56 por Esteban Paredes (Figura del Partido) sin ser gravitante en el partido. Tras esto, tendrían una nefasta doble fecha clasificatoria ante Paraguay y Bolivia, donde Chile perdió por 0-3 y 0-1 respectivamente con Valdivia ingresando en los segundos tiempos.
En la última doble fecha, ingresó de titular en los 2 partidos, el primero fue por la Fecha 17 contra Ecuador en el Estadio Monumental, Chile empezó anotando el primer gol al minuto 21 en el cual Valdivia asistió a Eduardo Vargas para el 1-0, después saldría al minuto 82' por Felipe Gutiérrez bajo una ovación y siendo elegido el mejor jugador del partido, al minuto después de salir Ecuador descontó gracias a Romario Ibarra, 2 minutos después al minuto 85 Alexis Sánchez marcó el 2-1 final dándole aún esperanzas a Chile de clasificar al Mundial de Rusia 2018. En la última fecha enfrentaron a Brasil en el Allianz Parque de Sao Paulo donde caerían por un claro 3-0 con anotaciones de Gabriel Jesus (2) y Paulinho poniendo fin a sus chances de clasificar al Mundial de Rusia, pero a pesar de eso, fue el mejor jugador de su selección en aquel partido.
Valdivia jugó 10 partidos durante las Clasificatorias Rusia 2018, dando 2 asistencias y estando 582' minutos en la cancha, pasando de ser titular con Jorge Sampaoli, a tan solo ser una alternativa con Juan Antonio Pizzi.

#### Participaciones en Copa América
| Torneo            | Sede      | Resultado        | PJ | Goles | Asistencias |
| ----------------- | --------- | ---------------- | -- | ----- | ----------- |
| Copa América 2007 | Venezuela | Cuartos de final | 3  | 0     | 2           |
| Copa América 2011 | Argentina | Cuartos de final | 3  | 0     | 0           |
| Copa América 2015 | Chile     | Campeón          | 6  | 0     | 3           |

#### Participaciones en Copas del Mundo
| Mundial                        | Sede      | Resultado        | PJ | Goles | Asistencias |
| ------------------------------ | --------- | ---------------- | -- | ----- | ----------- |
| Copa Mundial de Fútbol de 2010 | Sudáfrica | Octavos de final | 4  | 0     | 0           |
| Copa Mundial de Fútbol de 2014 | Brasil    | Octavos de final | 3  | 1     | 0           |

#### Participaciones en Clasificatorias a Copas del mundo
| Eliminatorias                | País      | Resultado   | Posición | Partidos | Goles | Asistencias |
| ---------------------------- | --------- | ----------- | -------- | -------- | ----- | ----------- |
| Eliminatorias Alemania 2006  | Alemania  | Eliminado   | 7º       | 6        | 0     | 0           |
| Eliminatorias Sudáfrica 2010 | Sudáfrica | Clasificado | 2º       | 6        | 1     | 4           |
| Eliminatorias Brasil 2014    | Brasil    | Clasificado | 3º       | 5        | 0     | 4           |
| Eliminatorias Rusia 2018     | Rusia     | Eliminado   | 6º       | 10       | 0     | 2           |

### Partidos internacionales
Actualizado hasta el 10 de octubre de 2017.
| 1     | 19 de febrero de 2004    | StubHub Center, Carson, Estados Unidos                               | México       | 1-1      | Chile             |   |                                          | 46' por Nicolás Córdova                                 | Amistoso                         |
| 2     | 13 de octubre de 2004    | Estadio Nacional de Chile, Santiago, Chile                           | Chile        | 0-0      | Argentina         |   |                                          | 72' por Luis Ignacio Quinteros                          | Clasificatorias a Alemania 2006  |
| 3     | 17 de noviembre de 2004  | Estadio Nacional del Perú, Lima, Perú                                | Perú         | 2-1      | Chile             |   |                                          | 75' por Claudio Maldonado                               | Clasificatorias a Alemania 2006  |
| 4     | 9 de febrero de 2005     | Estadio Sausalito, Viña del Mar, Chile                               | Chile        | 3-0      | Ecuador           |   | 35' a Mark González                      | 82' por Juan Luis González                              | Amistoso                         |
| 5     | 26 de marzo de 2005      | Estadio Nacional de Chile, Santiago, Chile                           | Chile        | 1-1      | Uruguay           |   |                                          | 46' por Pablo Contreras                                 | Clasificatorias a Alemania 2006  |
| 6     | 8 de junio de 2005       | Estadio Nacional de Chile, Santiago, Chile                           | Chile        | 2-1      | Venezuela         |   |                                          | 79' por Luis Antonio Jiménez                            | Clasificatorias a Alemania 2006  |
| 7     | 17 de agosto de 2005     | Estadio Jorge Basadre, Tacna, Perú                                   | Perú         | 3-1      | Chile             |   |                                          | 67' por Rodrigo Toloza                                  | Amistoso                         |
| 8     | 8 de octubre de 2005     | Estadio Metropolitano Roberto Meléndez, Barranquilla, Colombia       | Colombia     | 1-1      | Chile             |   |                                          | 80' por Mauricio Pinilla                                | Clasificatorias a Alemania 2006  |
| 9     | 12 de octubre de 2005    | Estadio Nacional de Chile, Santiago, Chile                           | Chile        | 0-0      | Ecuador           |   |                                          | 54' por Humberto Suazo                                  | Clasificatorias a Alemania 2006  |
| 10    | 25 de abril de 2006      | Estadio El Teniente, Rancagua, Chile                                 | Chile        | 4-1      | Nueva Zelanda     |   |                                          |                                                         | Amistoso                         |
| 11    | 27 de abril de 2006      | Estadio Municipal Nicolás Chahuán Nazar, La Calera, Chile            | Chile        | 1-0      | Nueva Zelanda     |   | 37' a Eduardo Rubio                      |                                                         | Amistoso                         |
| 12    | 30 de mayo de 2006       | Stade Municipal, Vittel, Francia                                     | Chile        | 1-1      | Costa de Marfil   |   |                                          | 53' por Jonathan Cisternas                              | Amistoso                         |
| 13    | 2 de junio de 2006       | Estadio Råsunda, Estocolmo, Suecia                                   | Suecia       | 1-1      | Chile             |   | 51' a Humberto Suazo                     |                                                         | Amistoso                         |
| 14    | 15 de agosto de 2006     | Estadio Nacional Julio Martínez Prádanos, Santiago, Chile            | Chile        | 1-2      | Colombia          |   |                                          | 72' por Esteban Paredes                                 | Amistoso                         |
| 15    | 11 de octubre de 2006    | Estadio Jorge Basadre, Tacna, Perú                                   | Perú         | 0-1      | Chile             |   |                                          |                                                         | Copa del Pacífico 2006           |
| 16    | 15 de noviembre de 2006  | Estadio Sausalito, Viña del Mar, Chile                               | Chile        | 3-2      | Paraguay          |   |                                          | 84' por Esteban Paredes                                 | Amistoso                         |
| 17    | 24 de marzo de 2007      | Estadio Ullevi, Gotemburgo, Suecia                                   | Brasil       | 4-0      | Chile             |   |                                          | 46' por Matías Fernández                                | Amistoso                         |
| 18    | 28 de marzo de 2007      | Estadio Fiscal de Talca, Talca, Chile                                | Chile        | 1-1      | Costa Rica        |   |                                          |                                                         | Amistoso                         |
| 19    | 18 de abril de 2007      | Estadio Malvinas Argentinas, Mendoza, Argentina                      | Argentina    | 0-0      | Chile             |   |                                          |                                                         | Amistoso                         |
| 20    | 2 de junio de 2007       | Estadio Ricardo Saprissa Aymá, San José, Costa Rica                  | Costa Rica   | 2-0      | Chile             |   |                                          |                                                         | Amistoso                         |
| 21    | 5 de junio de 2007       | Estadio Nacional, Kingston, Jamaica                                  | Jamaica      | 0-1      | Chile             |   |                                          |                                                         | Amistoso                         |
| 22    | 28 de junio de 2007      | Estadio Cachamay, Puerto Ordaz, Venezuela                            | Ecuador      | 2-3      | Chile             |   | 21' a Humberto Suazo                     |                                                         | Copa América 2007                |
| 23    | 1 de julio de 2007       | Estadio Monumental, Maturín, Venezuela                               | Brasil       | 3-0      | Chile             |   |                                          |                                                         | Copa América 2007                |
| 24    | 7 de julio de 2007       | Estadio José Antonio Anzoátegui, Puerto La Cruz, Venezuela           | Chile        | 1-6      | Brasil            |   | 75' a Humberto Suazo                     | 46' por Gonzalo Fierro                                  | Copa América 2007                |
| 25    | 20 de agosto de 2008     | Estadio İsmetpaşa, İzmit, Turquía                                    | Turquía      | 1-0      | Chile             |   |                                          | 46' por Matías Fernández                                | Amistoso                         |
| 26    | 7 de septiembre de 2008  | Estadio Nacional Julio Martínez Prádanos, Santiago, Chile            | Chile        | 0-3      | Brasil            |   |                                          | 39' por Hugo Droguett                                   | Clasificatorias a Sudáfrica 2010 |
| 27    | 19 de noviembre de 2008  | Estadio El Madrigal, Villarreal, España                              | España       | 3-0      | Chile             |   |                                          | 89' por Humberto Suazo                                  | Amistoso                         |
| 28    | 11 de febrero de 2009    | Estadio Peter Mokaba, Polokwane, Sudáfrica                           | Sudáfrica    | 0-2      | Chile             |   |                                          | 58' por Matías Fernández                                | Amistoso                         |
| 29    | 27 de mayo de 2009       | Estadio Nagai, Osaka, Japón                                          | Japón        | 4-0      | Chile             |   |                                          | 46' por Edson Puch                                      | Copa Kirin                       |
| 30    | 29 de mayo de 2009       | Fukuda Denshi Arena, Chiba, Japón                                    | Chile        | 1-1      | Bélgica           |   |                                          | 57' por Braulio Leal                                    | Copa Kirin                       |
| 31    | 10 de junio de 2009      | Estadio Nacional Julio Martínez Prádanos, Santiago, Chile            | Chile        | 4-0      | Bolivia           |   | 77', 89' a Alexis Sánchez                | 69' por Matías Fernández                                | Clasificatorias a Sudáfrica 2010 |
| 32    | 6 de septiembre de 2009  | Estadio Monumental, Santiago, Chile                                  | Chile        | 2-2      | Venezuela         |   |                                          | 61' por Humberto Suazo                                  | Clasificatorias a Sudáfrica 2010 |
| 33    | 10 de septiembre de 2009 | Estádio Roberto Santos, Salvador de Bahía, Brasil                    | Brasil       | 4-2      | Chile             |   |                                          | 67' por Rodrigo Millar                                  | Clasificatorias a Sudáfrica 2010 |
| 34    | 10 de octubre de 2009    | Estadio Atanasio Girardot, Medellín, Colombia                        | Colombia     | 2-4      | Chile             |   | 34' a Waldo Ponce, 78' a Fabián Orellana | 31' por Matías Fernández                                | Clasificatorias a Sudáfrica 2010 |
| 35    | 14 de octubre de 2009    | Estadio Monumental, Santiago, Chile                                  | Chile        | 1-0      | Ecuador           |   |                                          |                                                         | Clasificatorias a Sudáfrica 2010 |
| 36    | 17 de noviembre de 2009  | Štadión pod Dubňom, Žilina, Eslovaquia                               | Eslovaquia   | 1-2      | Chile             |   |                                          | 15' por Matías Fernández                                | Amistoso                         |
| 37    | 12 de mayo de 2010       | Estadio Azteca, Ciudad de México, México                             | México       | 1-0      | Chile             |   |                                          |                                                         | Amistoso                         |
| 38    | 26 de mayo de 2010       | Estadio Municipal de Calama, Calama, Chile                           | Chile        | 3-0      | Zambia            |   | 52' a Alexis Sánchez                     |                                                         | Amistoso                         |
| 39    | 31 de mayo de 2010       | Estadio Municipal "Alcaldesa Ester Roa Rebolledo", Concepción, Chile | Chile        | 3-0      | Israel            |   |                                          | 46' por Felipe Gutiérrez                                | Amistoso                         |
| 40    | 16 de junio de 2010      | Estadio Mbombela, Nelspruit, Sudáfrica                               | Chile        | 1-0      | Honduras          |   |                                          | 87' por Mark González                                   | Copa Mundial de Fútbol 2010      |
| 41    | 21 de junio de 2010      | Nelson Mandela Bay Stadium, Port Elizabeth, Sudáfrica                | Chile        | 1-0      | Suiza             |   |                                          | 46' por Arturo Vidal                                    | Copa Mundial de Fútbol 2010      |
| 42    | 25 de junio de 2010      | Estadio Loftus Versfeld, Pretoria, Sudáfrica                         | Chile        | 1-2      | España            |   |                                          | 46' por Rodrigo Millar                                  | Copa Mundial de Fútbol 2010      |
| 43    | 28 de junio de 2010      | Estadio Ellis Park, Johannesburgo, Sudáfrica                         | Brasil       | 3-0      | Chile             |   |                                          | 46' por Mark González                                   | Copa Mundial de Fútbol 2010      |
| 44    | 19 de junio de 2011      | Estadio Monumental, Santiago, Chile                                  | Chile        | 4-0      | Estonia           |   |                                          | 60' por Carlos Carmona                                  | Amistoso                         |
| 45    | 8 de julio de 2011       | Estadio Malvinas Argentinas, Mendoza, Argentina                      | Chile        | 1-1      | Uruguay           |   |                                          | 60' por Gonzalo Jara                                    | Copa América 2011                |
| 46    | 12 de julio de 2011      | Estadio Malvinas Argentinas, Mendoza, Argentina                      | Chile        | 1-0      | Perú              |   |                                          | 58' por Gonzalo Fierro                                  | Copa América 2011                |
| 47    | 17 de julio de 2011      | Estadio San Juan del Bicentenario, San Juan, Argentina               | Chile        | 1-2      | Venezuela         |   |                                          | 46' por Carlos Carmona                                  | Copa América 2011                |
| 48    | 10 de octubre de 2011    | Stade de la Mosson, Montpellier, Francia                             | Francia      | 1-1      | Chile             |   |                                          |                                                         | Amistoso                         |
| 49    | 2 de septiembre de 2011  | AFG Arena, San Galo, Suiza                                           | España       | 3-2      | Chile             |   |                                          | 86' por Fabián Orellana                                 | Amistoso                         |
| 50    | 7 de octubre de 2011     | Estadio Antonio Vespucio Liberti, Buenos Aires, Argentina            | Argentina    | 4-1      | Chile             |   | 60' a Matías Fernández                   |                                                         | Clasificatorias a Brasil 2014    |
| 51    | 11 de octubre de 2011    | Estadio Monumental, Santiago, Chile                                  | Chile        | 4-2      | Perú              |   | 48' a Gary Medel                         | 90+1' por Carlos Carmona                                | Clasificatorias a Brasil 2014    |
| 52    | 6 de septiembre de 2013  | Estadio Nacional Julio Martínez Prádanos, Santiago, Chile            | Chile        | 3-0      | Venezuela         |   | 10' a Eduardo Vargas                     | 72' por Jean Beausejour                                 | Clasificatorias a Brasil 2014    |
| 53    | 11 de octubre de 2013    | Estadio Metropolitano Roberto Meléndez, Barranquilla, Colombia       | Colombia     | 3-3      | Chile             |   | 21' a Alexis Sánchez                     | 61' por Jean Beausejour                                 | Clasificatorias a Brasil 2014    |
| 54    | 15 de octubre de 2013    | Estadio Nacional Julio Martínez Prádanos, Santiago, Chile            | Chile        | 2-1      | Ecuador           |   |                                          | 89' por Mauricio Pinilla                                | Clasificatorias a Brasil 2014    |
| 55    | 19 de noviembre de 2013  | Estadio Rogers Centre, Toronto, Canadá                               | Brasil       | 2-1      | Chile             |   |                                          | 22' por José Pedro Fuenzalida, 59' por Matías Fernández | Amistoso                         |
| 56    | 5 de marzo de 2014       | Estadio Mercedes-Benz Arena, Stuttgart, Alemania                     | Alemania     | 1-0      | Chile             |   |                                          | 76' por Jean Beausejour                                 | Amistoso                         |
| 57    | 4 de junio de 2014       | Estadio Elías Figueroa Brander, Valparaíso, Chile                    | Chile        | 2-0      | Irlanda del Norte |   |                                          | 77' por Arturo Vidal                                    | Amistoso                         |
| 58    | 13 de junio de 2014      | Estadio Arena Pantanal, Cuiabá, Brasil                               | Chile        | 3-1      | Australia         |   |                                          | 68' por Jean Beausejour                                 | Copa Mundial de Fútbol 2014      |
| 59    | 18 de junio de 2014      | Estadio Maracaná, Río de Janeiro, Brasil                             | España       | 0-2      | Chile             |   |                                          | 84' por Eduardo Vargas                                  | Copa Mundial de Fútbol de 2014   |
| 60    | 23 de junio de 2014      | Estadio Arena Corinthians, São Paulo, Brasil                         | Países Bajos | 2-0      | Chile             |   |                                          | 70' por Francisco Silva                                 | Copa Mundial de Fútbol de 2014   |
| 61    | 14 de noviembre de 2014  | Estadio CAP, Talcahuano, Chile                                       | Chile        | 5-0      | Venezuela         |   |                                          | 77' por Pedro Pablo Hernández                           | Amistoso                         |
| 62    | 5 de junio de 2015       | Estadio El Teniente, Rancagua, Chile                                 | Chile        | 1-0      | El Salvador       |   |                                          | 65' por Mauricio Pinilla                                | Amistoso                         |
| 63    | 11 de junio de 2015      | Estadio Nacional de Chile, Santiago, Chile                           | Chile        | 2-0      | Ecuador           |   |                                          | 68' por Matías Fernández                                | Copa América 2015                |
| 64    | 15 de junio de 2015      | Estadio Nacional de Chile, Santiago, Chile                           | Chile        | 3-3      | México            |   |                                          |                                                         | Copa América 2015                |
| 65    | 19 de junio de 2015      | Estadio Nacional de Chile, Santiago, Chile                           | Chile        | 5-0      | Bolivia           |   | 36' a Alexis Sánchez, 79' a Gary Medel   |                                                         | Copa América 2015                |
| 66    | 24 de junio de 2015      | Estadio Nacional de Chile, Santiago, Chile                           | Chile        | 1-0      | Uruguay           |   | 80' a Mauricio Isla                      | 85' por David Pizarro                                   | Copa América 2015                |
| 67    | 29 de junio de 2015      | Estadio Nacional de Chile, Santiago, Chile                           | Chile        | 2-1      | Perú              |   |                                          | 85' por Felipe Gutiérrez                                | Copa América 2015                |
| 68    | 4 de julio de 2015       | Estadio Nacional de Chile, Santiago, Chile                           | Chile        | 0-0 4-1p | Argentina         |   |                                          | 74' por Matías Fernández                                | Copa América 2015                |
| 69    | 5 de septiembre de 2015  | Estadio Nacional de Chile, Santiago, Chile                           | Chile        | 3-2      | Paraguay          |   |                                          |                                                         | Amistoso                         |
| 70    | 8 de octubre de 2015     | Estadio Nacional de Chile, Santiago, Chile                           | Chile        | 2-0      | Brasil            |   |                                          | 63' por Matías Fernández                                | Clasificatorias a Rusia 2018     |
| 71    | 13 de octubre de 2015    | Estadio Nacional del Perú, Lima, Perú                                | Perú         | 3-4      | Chile             |   | 41' a Eduardo Vargas                     |                                                         | Clasificatorias a Rusia 2018     |
| 72    | 12 de noviembre de 2015  | Estadio Nacional de Chile, Santiago, Chile                           | Chile        | 1-1      | Colombia          |   |                                          | 79' por Fabián Orellana                                 | Clasificatorias a Rusia 2018     |
| 73    | 17 de noviembre de 2015  | Estadio Centenario, Montevideo, Uruguay                              | Uruguay      | 3-0      | Chile             |   |                                          |                                                         | Clasificatorias a Rusia 2018     |
| 74    | 23 de marzo de 2017      | Estadio Antonio Vespucio Liberti, Buenos Aires, Argentina            | Argentina    | 1-0      | Chile             |   |                                          | 69' por Francisco Silva                                 | Clasificatorias a Rusia 2018     |
| 75    | 28 de marzo de 2017      | Estadio Monumental, Santiago, Chile                                  | Chile        | 3-1      | Venezuela         |   |                                          | 56' por Esteban Paredes                                 | Clasificatorias a Rusia 2018     |
| 76    | 31 de agosto de 2017     | Estadio Monumental, Santiago, Chile                                  | Chile        | 0-3      | Paraguay          |   |                                          | 56' por Marcelo Díaz                                    | Clasificatorias a Rusia 2018     |
| 77    | 5 de septiembre de 2017  | Estadio Hernando Siles, La Paz, Bolivia                              | Bolivia      | 1-0      | Chile             |   |                                          | 64' por Marcelo Díaz                                    | Clasificatorias a Rusia 2018     |
| 78    | 5 de octubre de 2017     | Estadio Monumental, Santiago, Chile                                  | Chile        | 2-1      | Ecuador           |   | 22' a Eduardo Vargas                     | 82' por Felipe Gutiérrez                                | Clasificatorias a Rusia 2018     |
| 79    | 10 de octubre de 2017    | Allianz Parque, São Paulo, Brasil                                    | Brasil       | 3-0      | Chile             |   |                                          |                                                         | Clasificatorias a Rusia 2018     |
| Total |                          |                                                                      | Presencias   | 79       | Goles             | 7 |                                          |                                                         |                                  |

| Selección chilena | Selección chilena | Selección chilena | Selección chilena |
| Año               | Partidos          | Goles             | Asistencias       |
| ----------------- | ----------------- | ----------------- | ----------------- |
| 2004              | 3                 | 0                 | 0                 |
| 2005              | 6                 | 0                 | 1                 |
| 2006              | 7                 | 1                 | 2                 |
| 2007              | 8                 | 0                 | 2                 |
| 2008              | 3                 | 0                 | 0                 |
| 2009              | 9                 | 2                 | 4                 |
| 2010              | 7                 | 1                 | 1                 |
| 2011              | 8                 | 0                 | 2                 |
| 2013              | 4                 | 0                 | 2                 |
| 2014              | 6                 | 2                 | 0                 |
| 2015              | 12                | 1                 | 4                 |
| 2017              | 6                 | 0                 | 1                 |
| Total             | 79                | 7                 | 19                |

#### Goles con la selección nacional
Actualizado hasta el 5 de junio de 2015.
| 1 | 15 de noviembre de 2006 | Estadio Sausalito, Viña del Mar, Chile        | Paraguay    | 2 – 0 | 3 – 2 | Amistoso                       |
| 2 | 11 de febrero de 2009   | Estadio Peter Mokaba, Polokwane, Sudáfrica    | Sudáfrica   | 0 – 1 | 0 – 2 | Amistoso                       |
| 3 | 10 de octubre de 2009   | Estadio Atanasio Girardot, Medellín, Colombia | Colombia    | 2 – 3 | 2 – 4 | Clasificatorias Sudáfrica 2010 |
| 4 | 26 de mayo de 2010      | Estadio Municipal de Calama, Calama, Chile    | Zambia      | 3 – 0 | 3 – 0 | Amistoso                       |
| 5 | 13 de junio de 2014     | Arena Pantanal, Cuiabá, Brasil                | Australia   | 2 – 0 | 3 – 1 | Copa Mundial de Fútbol de 2014 |
| 6 | 14 de noviembre de 2014 | Estadio CAP, Talcahuano, Chile                | Venezuela   | 2 – 0 | 5 – 0 | Amistoso                       |
| 7 | 5 de junio de 2015      | Estadio El Teniente, Rancagua, Chile          | El Salvador | 1 – 0 | 1 – 0 | Amistoso                       |

## Participaciones internacionales
| Club                    | Año  | Competencia          | Resultado        |
| ----------------------- | ---- | -------------------- | ---------------- |
| Colo Colo · Chile       | 2006 | Copa Libertadores    | Primera Fase     |
| Al-Ain · EAU            | 2010 | AFC Champions League | Fase de grupos   |
| Palmeiras · Brasil      | 2010 | Copa Sudamericana    | Semifinales      |
| Palmeiras · Brasil      | 2011 | Copa Sudamericana    | Segunda Fase     |
| Palmeiras · Brasil      | 2012 | Copa Sudamericana    | Octavos de final |
| Palmeiras · Brasil      | 2013 | Copa Libertadores    | Octavos de final |
| Al Wahda · EAU          | 2017 | AFC Champions League | Fase de grupos   |
| Colo Colo · Chile       | 2018 | Copa Libertadores    | Cuartos de final |
| Colo Colo · Chile       | 2019 | Copa Sudamericana    | Primera Fase     |
| Unión La Calera · Chile | 2021 | Copa Libertadores    | Fase de grupos   |

## Estadísticas

### Clubes
| Club | Div.          | Temporada     | Liga  | Liga  | Liga   | Regional(1) | Regional(1) | Regional(1) | Copas nacionales(2) | Copas nacionales(2) | Copas nacionales(2) | Torneos internacionales(3) | Torneos internacionales(3) | Torneos internacionales(3) | Total(4) | Total(4) | Total(4) | Media goleadora |
| Club | Div.          | Temporada     | Part. | Goles | Asist. | Part.       | Goles       | Asist.      | Part.               | Goles               | Asist.              | Part.                      | Goles                      | Asist.                     | Part.    | Goles    | Asist.   | Media goleadora |
| --- | ------------- | ------------- | ----- | ----- | ------ | ----------- | ----------- | ----------- | ------------------- | ------------------- | ------------------- | -------------------------- | -------------------------- | -------------------------- | -------- | -------- | -------- | --------------- |
| Universidad de Concepción · Chile | 1.ª           | 2003          | 30    | 7     | 10     | —           | —           | —           | 1                   | 0                   | 0                   | —                          | —                          | —                          | 31       | 7        | 10       | 0,23            |
| Universidad de Concepción · Chile | Total club    | Total club    | 30    | 7     | 10     | 0           | 0           | 0           | 1                   | 0                   | 0                   | 0                          | 0                          | 0                          | 31       | 7        | 10       | 0,23            |
| Rayo Vallecano · España | 2.ª           | 2003-04       | 5     | 0     | 1      | —           | —           | —           | —                   | —                   | —                   | —                          | —                          | —                          | 5        | 0        | 1        | 0,00            |
| Rayo Vallecano · España | Total club    | Total club    | 5     | 0     | 1      | 0           | 0           | 0           | 0                   | 0                   | 0                   | 0                          | 0                          | 0                          | 5        | 0        | 1        | 0,00            |
| Servette · Suiza | 1.ª           | 2004-05       | 9     | 2     | 2      | —           | —           | —           | 2                   | 1                   | 1                   | —                          | —                          | —                          | 11       | 3        | 3        | 0,27            |
| Servette · Suiza | Total club    | Total club    | 9     | 2     | 2      | 0           | 0           | 0           | 2                   | 1                   | 1                   | 0                          | 0                          | 0                          | 11       | 3        | 3        | 0,27            |
| Colo-Colo · Chile | 1.ª           | 2005          | 21    | 10    | 9      | —           | —           | —           | —                   | —                   | —                   | —                          | —                          | —                          | 21       | 10       | 9        | 0,48            |
| Colo-Colo · Chile | 1.ª           | 2006          | 19    | 4     | 18     | —           | —           | —           | —                   | —                   | —                   | 2                          | 0                          | 1                          | 21       | 4        | 19       | 0,19            |
| Palmeiras · Brasil | 1.ª           | 2006          | 15    | 0     | 2      | —           | —           | —           | —                   | —                   | —                   | —                          | —                          | —                          | 15       | 0        | 2        | 0,00            |
| Palmeiras · Brasil | 1.ª           | 2007          | 22    | 7     | 3      | 14          | 3           | 4           | 2                   | 0                   | 0                   | —                          | —                          | —                          | 38       | 10       | 7        | 0,26            |
| Palmeiras · Brasil | 1.ª           | 2008          | 16    | 4     | 5      | 20          | 9           | 7           | 4                   | 1                   | 1                   | —                          | —                          | —                          | 40       | 14       | 13       | 0,35            |
| Al-Ain · EAU | 1.ª           | 2008-09       | 13    | 9     | 5      | —           | —           | —           | 9                   | 5                   | 7                   | —                          | —                          | —                          | 22       | 14       | 12       | 0,64            |
| Al-Ain · EAU | 1.ª           | 2009-10       | 12    | 3     | 10     | —           | —           | —           | 2                   | 0                   | 0                   | 4                          | 1                          | 1                          | 18       | 4        | 11       | 0,22            |
| Al-Ain · EAU | Total club    | Total club    | 25    | 12    | 15     | 0           | 0           | 0           | 11                  | 5                   | 7                   | 4                          | 1                          | 1                          | 40       | 18       | 23       | 0,45            |
| Palmeiras · Brasil | 1.ª           | 2010          | 15    | 2     | 1      | —           | —           | —           | —                   | —                   | —                   | 4                          | 0                          | 0                          | 19       | 2        | 1        | 0,11            |
| Palmeiras · Brasil | 1.ª           | 2011          | 15    | 2     | 0      | 7           | 2           | 1           | 5                   | 0                   | 2                   | 1                          | 0                          | 0                          | 28       | 4        | 3        | 0,14            |
| Palmeiras · Brasil | 1.ª           | 2012          | 17    | 0     | 1      | 11          | 0           | 3           | 6                   | 3                   | 3                   | 1                          | 0                          | 0                          | 35       | 3        | 7        | 0,09            |
| Palmeiras · Brasil | 2.ª           | 2013          | 18    | 3     | 9      | 7           | 1           | 2           | —                   | —                   | —                   | 2                          | 0                          | 0                          | 27       | 4        | 11       | 0,14            |
| Palmeiras · Brasil | 1.ª           | 2014          | 17    | 0     | 6      | 11          | 4           | 0           | 1                   | 0                   | 0                   | —                          | —                          | —                          | 29       | 4        | 6        | 0,14            |
| Palmeiras · Brasil | 1.ª           | 2015          | 4     | 0     | 1      | 5           | 0           | 1           | 1                   | 0                   | 0                   | —                          | —                          | —                          | 10       | 0        | 2        | 0,00            |
| Palmeiras · Brasil | Total club    | Total club    | 139   | 18    | 28     | 75          | 19          | 18          | 19                  | 4                   | 6                   | 8                          | 0                          | 0                          | 241      | 41       | 52       | 0,17            |
| Al-Wahda · EAU | 1.ª           | 2015-16       | 16    | 5     | 3      | —           | —           | —           | 3                   | 2                   | 1                   | —                          | —                          | —                          | 19       | 7        | 4        | 0,37            |
| Al-Wahda · EAU | 1.ª           | 2016-17       | 18    | 3     | 5      | —           | —           | —           | 3                   | 1                   | 0                   | 6                          | 1                          | 4                          | 27       | 5        | 9        | 0,19            |
| Al-Wahda · EAU | Total club    | Total club    | 34    | 8     | 8      | 0           | 0           | 0           | 6                   | 3                   | 1                   | 6                          | 1                          | 4                          | 46       | 12       | 13       | 0,26            |
| Colo-Colo · Chile | 1.ª           | 2017          | 13    | 2     | 4      | —           | —           | —           | 2                   | 0                   | 2                   | —                          | —                          | —                          | 15       | 2        | 6        | 0,13            |
| Colo-Colo · Chile | 1.ª           | 2018          | 18    | 1     | 6      | —           | —           | —           | —                   | —                   | —                   | 10                         | 0                          | 0                          | 28       | 1        | 6        | 0,04            |
| Colo-Colo · Chile | 1.ª           | 2019          | 10    | 2     | 2      | —           | —           | —           | 1                   | 0                   | 0                   | 2                          | 0                          | 1                          | 13       | 2        | 3        | 0,15            |
| Colo-Colo · Chile | 1.ª           | 2020          | 3     | 0     | 0      | —           | —           | —           | —                   | —                   | —                   | —                          | —                          | —                          | 3        | 0        | 0        | 0,00            |
| Colo-Colo · Chile | Total club    | Total club    | 84    | 19    | 39     | 0           | 0           | 0           | 3                   | 0                   | 2                   | 14                         | 0                          | 2                          | 101      | 19       | 43       | 0.19            |
| Monarcas Morelia · México | 1.ª           | 2020          | 3     | 0     | 1      | —           | —           | —           | 2                   | 0                   | 0                   | —                          | —                          | —                          | 5        | 0        | 1        | 0,00            |
| Monarcas Morelia · México | Total club    | Total club    | 3     | 0     | 1      | 0           | 0           | 0           | 2                   | 0                   | 0                   | 0                          | 0                          | 0                          | 5        | 0        | 1        | 0,00            |
| Mazatlán FC · México | 1.ª           | 2020          | 3     | 0     | 0      | —           | —           | —           | —                   | —                   | —                   | —                          | —                          | —                          | 3        | 0        | 0        | 0,00            |
| Mazatlán FC · México | Total club    | Total club    | 3     | 0     | 0      | 0           | 0           | 0           | 0                   | 0                   | 0                   | 0                          | 0                          | 0                          | 3        | 0        | 0        | 0,00            |
| Unión La Calera · Chile | 1.ª           | 2021          | 6     | 1     | 0      | —           | —           | —           | —                   | —                   | —                   | 2                          | 0                          | 0                          | 8        | 1        | 0        | 0.13            |
| Unión La Calera · Chile | Total club    | Total club    | 6     | 1     | 0      | 0           | 0           | 0           | 0                   | 0                   | 0                   | 2                          | 0                          | 0                          | 8        | 1        | 0        | 0.13            |
| Club Necaxa · México | 1.ª           | 2022          | 4     | 0     | 1      | —           | —           | —           | —                   | —                   | —                   | —                          | —                          | —                          | 4        | 0        | 1        | 0,00            |
| Club Necaxa · México | Total club    | Total club    | 4     | 0     | 1      | 0           | 0           | 0           | 0                   | 0                   | 0                   | 0                          | 0                          | 0                          | 4        | 0        | 1        | 0,00            |
| Total carrera | Total carrera | Total carrera | 342   | 67    | 105    | 75          | 19          | 18          | 44                  | 13                  | 17                  | 34                         | 2                          | 7                          | 495      | 101      | 147      | 0.2             |
| (1) Incluye datos del Campeonato Paulista (2007-15). (2) Incluye datos de la Liguilla Pre-Sudamericana (2003); Copa Suiza (2004); Supercopa EAU (2009); Copa de Brasil (2007-15); Copa de Liga EAU (2009-16); Copa Presidente EAU (2008-17); Supercopa de Chile (2017-18); Copa México (2020); Copa Chile (2017-19). (3) Incluye datos de la Liga de Campeones de la AFC (2010-17); Copa Sudamericana (2010-19); Copa Libertadores (2006-21). (4) No incluye goles en partidos amistosos. |               |               |       |       |        |             |             |             |                     |                     |                     |                            |                            |                            |          |          |          |                 |

### Selecciones
| Selección | Temporada     | Amistosos | Amistosos | Amistosos | Sudamérica(1) | Sudamérica(1) | Sudamérica(1) | Mundial | Mundial | Mundial | Total | Total | Total  | Media goleadora |
| Selección | Temporada     | Part.     | Goles     | Asist.    | Part.         | Goles         | Asist.        | Part.   | Goles   | Asist.  | Part. | Goles | Asist. | Media goleadora |
| --- | ------------- | --------- | --------- | --------- | ------------- | ------------- | ------------- | ------- | ------- | ------- | ----- | ----- | ------ | --------------- |
| Sub-20 · Chile | 2003          | —         | —         | —         | 2             | 0             | 1             | —       | —       | —       | 2     | 0     | 1      | 0,00            |
| Sub-20 · Chile | Total         | 0         | 0         | 0         | 2             | 0             | 1             | 0       | 0       | 0       | 2     | 0     | 1      | 0,00            |
| Olímpica · Chile | 2004          | —         | —         | —         | 7             | 1             | 2             | —       | —       | —       | 7     | 1     | 2      | 0,14            |
| Olímpica · Chile | Total         | 0         | 0         | 0         | 7             | 1             | 2             | 0       | 0       | 0       | 7     | 1     | 2      | 0,14            |
| Absoluta · Chile | 2004          | 1         | 0         | 0         | 2             | 0             | 0             | —       | —       | —       | 3     | 0     | 0      | 0,00            |
| Absoluta · Chile | 2005          | 2         | 0         | 1         | 4             | 0             | 0             | —       | —       | —       | 6     | 0     | 1      | 0,00            |
| Absoluta · Chile | 2006          | 7         | 1         | 5         | —             | —             | —             | —       | —       | —       | 7     | 1     | 5      | 0,14            |
| Absoluta · Chile | 2007          | 5         | 0         | 1         | 3             | 0             | 2             | —       | —       | —       | 8     | 0     | 3      | 0,00            |
| Absoluta · Chile | 2008          | 2         | 0         | 0         | 1             | 0             | 0             | —       | —       | —       | 3     | 0     | 0      | 0,00            |
| Absoluta · Chile | 2009          | 4         | 1         | 0         | 5             | 1             | 4             | —       | —       | —       | 9     | 2     | 4      | 0,22            |
| Absoluta · Chile | 2010          | 3         | 1         | 1         | —             | —             | —             | 4       | 0       | 0       | 7     | 1     | 1      | 0,14            |
| Absoluta · Chile | 2011          | 3         | 0         | 0         | 5             | 0             | 2             | —       | —       | —       | 8     | 0     | 2      | 0,00            |
| Absoluta · Chile | 2012          | —         | —         | —         | —             | —             | —             | —       | —       | —       | 0     | 0     | 0      | 0,00            |
| Absoluta · Chile | 2013          | 1         | 0         | 0         | 3             | 0             | 2             | —       | —       | —       | 4     | 0     | 2      | 0,00            |
| Absoluta · Chile | 2014          | 3         | 1         | 0         | —             | —             | —             | 3       | 1       | 0       | 6     | 2     | 0      | 0,33            |
| Absoluta · Chile | 2015          | 2         | 1         | 0         | 10            | 0             | 4             | —       | —       | —       | 12    | 1     | 4      | 0,08            |
| Absoluta · Chile | 2016          | —         | —         | —         | —             | —             | —             | —       | —       | —       | 0     | 0     | 0      | 0,00            |
| Absoluta · Chile | 2017          | —         | —         | —         | 6             | 0             | 1             | —       | —       | —       | 6     | 0     | 1      | 0,00            |
| Absoluta · Chile | Total         | 33        | 5         | 8         | 39            | 1             | 15            | 7       | 1       | 0       | 79    | 7     | 23     | 0,09            |
| Total carrera | Total carrera | 33        | 5         | 8         | 48            | 2             | 18            | 7       | 1       | 0       | 88    | 8     | 26     | 0,09            |
| (1) Incluye los partidos del Sudamericano Sub-20 (2003); Preolímpico Sub-23 (2004); Clasificatorias Sudamericanas / Copa América (2004-Act.). |               |           |           |           |               |               |               |         |         |         |       |       |        |                 |

### Resumen Estadístico
| Competición           | Partidos | Goles | Promedio | Asistencias | Promedio | Goles y asistencias | Promedio |
| --------------------- | -------- | ----- | -------- | ----------- | -------- | ------------------- | -------- |
| Primera División      | 319      | 64    | 0.2      | 95          | 0.3      | 159                 | 0.5      |
| Segunda División      | 23       | 3     | 0.13     | 10          | 0.43     | 13                  | 0.57     |
| Regional              | 75       | 19    | 0.25     | 18          | 0.24     | 37                  | 0.49     |
| Copas nacionales      | 44       | 13    | 0.3      | 17          | 0.39     | 30                  | 0.68     |
| Copas internacionales | 34       | 2     | 0.06     | 7           | 0.21     | 9                   | 0.26     |
| Selección absoluta    | 79       | 7     | 0.09     | 23          | 0.29     | 30                  | 0.38     |
| Selección olímpica    | 7        | 1     | 0.14     | 2           | 0.29     | 3                   | 0.43     |
| Selección sub-20      | 2        | 0     | 0,00     | 1           | 0.5      | 1                   | 0.5      |
| Total                 | 583      | 109   | 0.19     | 173         | 0.3      | 282                 | 0.48     |

## Palmarés

### Campeonatos nacionales
| Título              | Equipo          | Región    | Año  |
| ------------------- | --------------- | --------- | ---- |
| Campeonato Paulista | S. E. Palmeiras | São Paulo | 2008 |

| Título                 | Equipo             | País   | Año    |
| ---------------------- | ------------------ | ------ | ------ |
| Primera División       | C. S. D. Colo-Colo | Chile  | 2006-A |
| Etisalat Emirates Cup  | Al-Ain F. C.       | EAU    | 2009   |
| Copa Presidente de EAU | Al-Ain F. C.       | EAU    | 2009   |
| Supercopa de los EAU   | Al-Ain F. C.       | EAU    | 2009   |
| Copa de Brasil         | S. E. Palmeiras    | Brasil | 2012   |
| Serie B                | S. E. Palmeiras    | Brasil | 2013   |
| Copa de Brasil         | S. E. Palmeiras    | Brasil | 2015   |
| Etisalat Emirates Cup  | Al-Wahda           | EAU    | 2016   |
| Copa Presidente de EAU | Al-Wahda           | EAU    | 2017   |
| Supercopa de Chile     | C. S. D. Colo-Colo | Chile  | 2017   |
| Primera División       | C. S. D. Colo-Colo | Chile  | 2017-T |
| Supercopa de Chile     | C. S. D. Colo-Colo | Chile  | 2018   |
| Copa Chile             | C. S. D. Colo-Colo | Chile  | 2019   |

### Campeonatos internacionales
| Título       | Equipo             | Sede  | Año  |
| ------------ | ------------------ | ----- | ---- |
| Copa América | Selección de Chile | Chile | 2015 |

### Distinciones individuales
| Distinción                                                                              | Año  |
| --------------------------------------------------------------------------------------- | ---- |
| Mejor Mediocampista Izquierdo del Campeonato Brasileño ("Prêmio Craque do Brasileirão") | 2007 |
| Balón de Plata de la Revista Placar ("Bola de Prata").                                  | 2007 |
| Mejor Mediocampista Ofensivo del Campeonato Brasileño ("Troféu Mesa Redonda".           | 2007 |
| Mejor Futbolista del Campeonato Brasileño ("Troféu Mesa Redonda").                      | 2007 |
| Parte del Equipo Ideal de América (Diario El País).                                     | 2007 |
| Mejor Jugador del Campeonato Paulista.                                                  | 2008 |
| Mejor Jugador Extranjero de la Liga de Emiratos Árabes de la temporada 2008-2009.       | 2009 |
| Mejor Jugador de la Liga de Emiratos Árabes.                                            | 2009 |
| Mejor Jugador Nacional Según el IHE                                                     | 2009 |
| Medalla Bicentenario                                                                    | 2010 |
| Mastercard Man of the Match del Partido Chile – Bolivia de la Copa América 2015         | 2015 |
| Incluido en el Equipo Ideal de los cuartos de final de la Copa América 2015             | 2015 |
| Jugador con más asistencias de la Copa América 2015                                     | 2015 |
| Mejor Jugador del 2017 Premio “Jugador Xperto Easy”El Gráfico                           | 2017 |

## Vida personal
De padre y madre de origen chileno, su hermano mayor Luis nació en Santiago, lo mismo que su medio hermano Hugo Bravo Toro (exjugador de Palestino y Universidad de Chile). El nacimiento de Jorge en Venezuela se debe a que Luis Valdivia, su padre, trabajaba en las oficinas del Aeropuerto de Santiago para Lan Chile, donde le propusieron un traslado por "algunos años" a Maracay, Venezuela. En aquel país sólo trabajó dos años, tiempo durante el que nació Jorge, para luego regresar a Chile.

### Investigación por violación
El 22 de octubre de 2024, Jorge Valdivia fue puesto en prisión preventiva por el Octavo Juzgado de Garantía de Santiago tras ser formalizado por una denuncia por violación. Al día siguiente, la fiscalía confirmó una segunda denuncia por violación por parte de otra persona.